# 2. Juni
Der 2. Juni ist der 153. Tag des gregorianischen Kalenders (der 154. in Schaltjahren), somit bleiben 212 Tage bis zum Jahresende.

## Ereignisse

### Politik und Weltgeschehen
- 0455: Die in das zerfallende Römische Reich eingedrungenen Vandalen unter König Geiserich erobern Rom und plündern die Stadt zwei Wochen lang.
- 1098: Nach mehrmonatiger Belagerung erobert das Heer des Ersten Kreuzzuges unter Gottfried von Bouillon, Bohemund von Tarent und Raimund IV. von Toulouse die Stadt Antiochia und richtet dort ein Blutbad an.
- 1525: Die Neckartaler und Odenwälder Bauern werden im Bauernkrieg vom Heer des Schwäbischen Bundes unter Georg Truchseß von Waldburg-Zeil bei Königshofen besiegt.

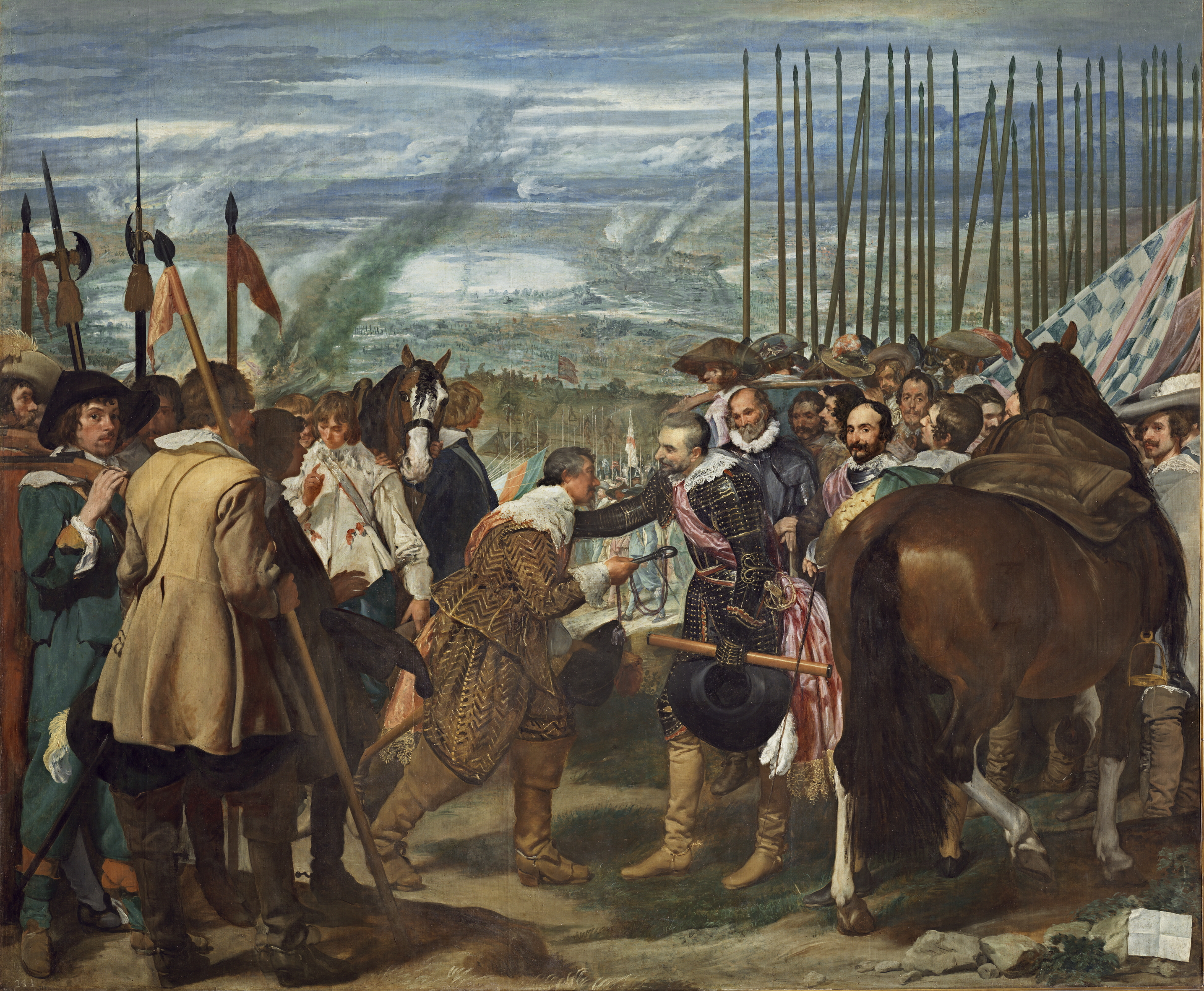
1625: Übergabe von Breda

- 1625: Nach zwölfmonatiger Belagerung wird die protestantische Stadt Breda in den Niederlanden an die Spanier unter Ambrosio Spinola übergeben.

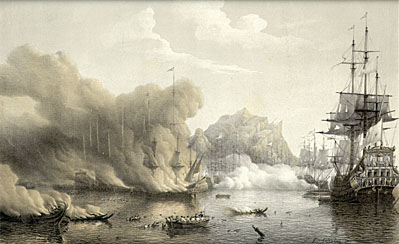
1676: Seeschlacht vor Palermo

- 1676: Im Holländischen Krieg wird die wegen Reparaturen ankernde spanisch-niederländische Flotte in der Seeschlacht vor Palermo von der überraschend eingetroffenen französischen Flotte bekämpft. Frankreich erringt nach dem Sieg die Seeherrschaft im Mittelmeer.
- 1763: Im Zuge des Pontiac-Aufstandes gelingt Kriegern der Anishinabe durch eine List die Einnahme von Fort Michilimackinac.
- 1774: Das britische Parlament beschließt den zweiten Quartering Act, wonach die amerikanischen Kolonisten verpflichtet sind, britische Soldaten zu beherbergen. Das Gesetz wird von den Siedlern als einer der Intolerable Acts angesehen, die zum Ausbruch des Amerikanischen Unabhängigkeitskrieges und zur Einberufung des ersten Kontinentalkongresses führen.
- 1780: London erlebt den Ausbruch der Gordon Riots. Die schweren Unruhen gegen die Emanzipation der Katholiken fordern 285 Todesopfer.
- 1793: Die Jakobinische Diktatur während der Französischen Revolution beginnt mit der Belagerung des Nationalkonvents durch die Nationalgarde und dem Wüten gegen die Girondisten.

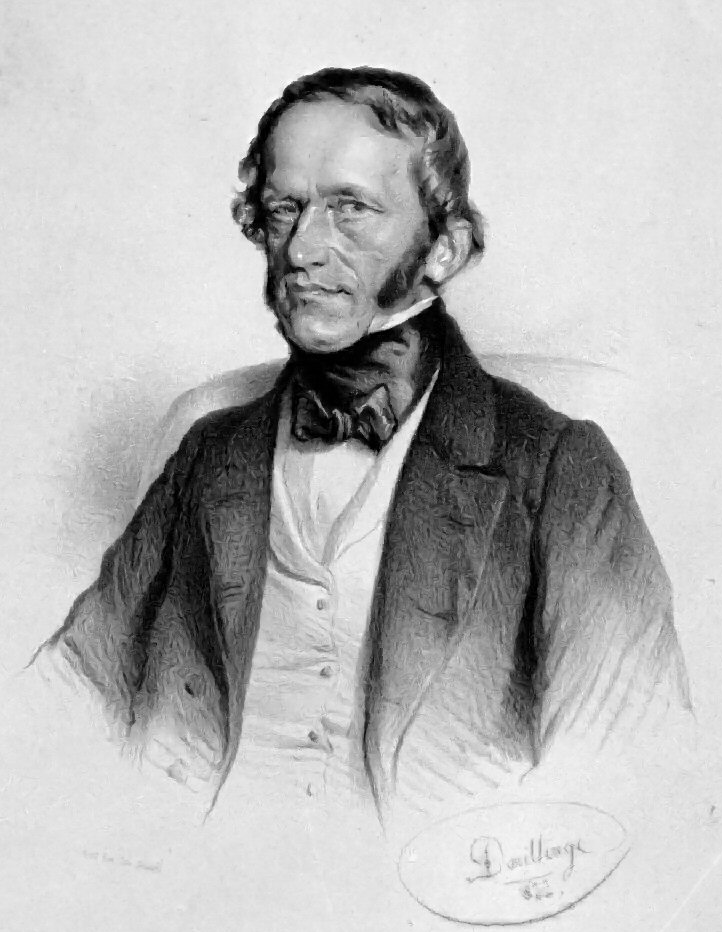
1848: František Palacký

- 1848: In Prag beginnt unter dem Vorsitz des Historikers František Palacký ein Slawenkongress. Die Versammlung berät bis zum Ausbruch des Prager Pfingstaufstands über den Wunsch einer föderativen Umwandlung der Donaumonarchie.
- 1864: Die bisher unter britischem Protektorat stehenden Ionischen Inseln werden dem seit 1830 unabhängigen Griechenland übertragen.
- 1878: Der deutsche Kaiser Wilhelm I. wird bei einem Attentat durch einen Schrotschuss von Karl Eduard Nobiling schwer verwundet.
- 1924: Indianerpolitik der Vereinigten Staaten: Durch den Indian Citizenship Act erhalten Indianer in den USA die vollen Bürgerrechte.
- 1941: Auf der Insel Kreta zerstören deutsche Soldaten den Ort Kondomari und erschießen mindestens 23 Bewohner.
- 1946: In Italien wird in einem Referendum über die zukünftige Staatsform des Landes abgestimmt.

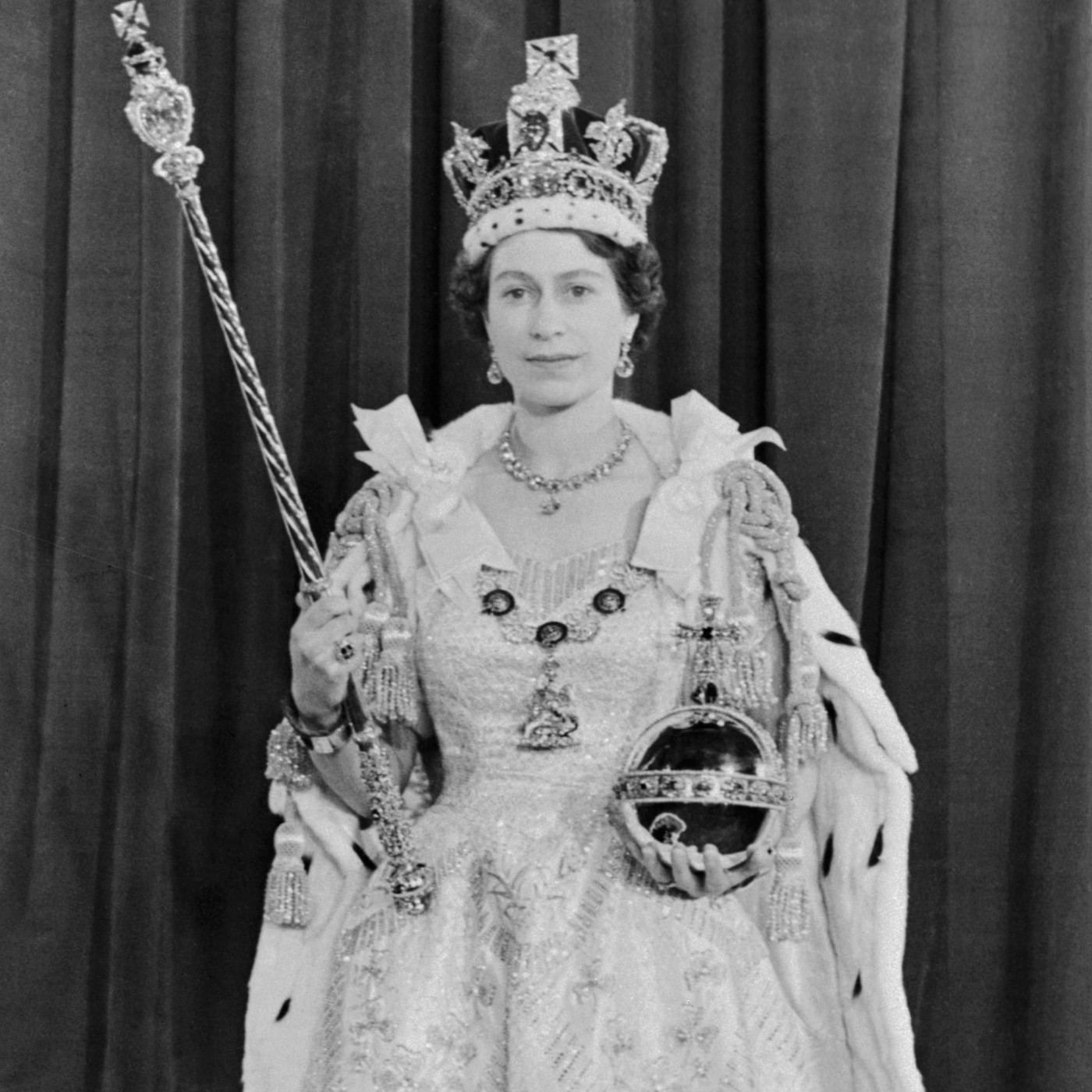
1953: Elisabeth II.

- 1953: Königin Elisabeth II. von Großbritannien und Nordirland wird in der Westminster Abbey in London gekrönt.
- 1967: Bei der Demonstration am 2. Juni 1967 in West-Berlin gegen den Schah von Persien wird der Student Benno Ohnesorg von Kriminalobermeister Karl-Heinz Kurras erschossen. Der Name der später gegründeten linksextremen Terrororganisation Bewegung 2. Juni bezieht sich auf dieses Ereignis.
- 1974: In Bhutan wird Jigme Singye Wangchuck zum König gekrönt.
- 1976: Der ehemalige Präsident Boliviens, Juan José Torres Gonzáles, wird in einer Aktion der Operation Condor in Buenos Aires entführt und ermordet. Ob sein Amtsnachfolger Hugo Banzer Suárez darin verwickelt ist, bleibt offen.
- 1976: Der dritte Kabeljaukrieg zwischen Island und dem Vereinigten Königreich findet einen interimsweisen vertraglichen Abschluss. Die britische Regierung erkennt die von Island beanspruchte – und erst später völkerrechtlich geregelte – 200-Seemeilen-Zone an.
- 1979: Der zweite Uganda-Tansania-Krieg endet mit der Niederlage der von Diktator Idi Amin befehligten ugandischen Truppen.
- 1992: In einer Volksabstimmung lehnen die dänischen Wähler mit knapper Mehrheit den Vertrag von Maastricht ab.

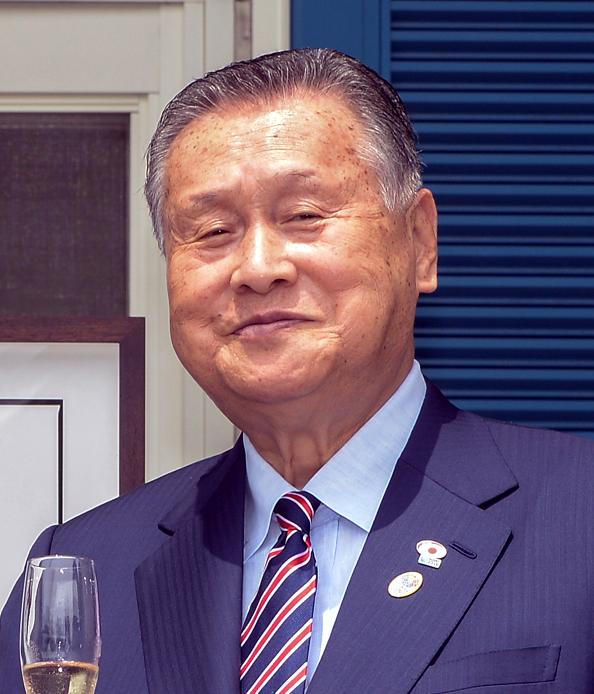
2000: Yoshirō Mori

- 2000: Japans Regierungschef Yoshirō Mori löst das Abgeordnetenhaus, das Unterhaus des Parlaments, auf und setzt Neuwahlen an.
- 2004: In Afghanistan werden fünf Mitarbeiter der Hilfsorganisation Ärzte ohne Grenzen in einem Hinterhalt ermordet.
- 2007: In Rostock kommt es während einer Demonstration gegen den G8-Gipfel in Heiligendamm zu schweren Ausschreitungen zwischen Mitgliedern des Schwarzen Blocks und der Polizei.
- 2012: Auf dem Wahlparteitag der Linken in Göttingen stimmen die Delegierten für Katja Kipping und Bernd Riexinger als neue Parteivorsitzende.
- 2012: Im Zusammenhang mit der tödlichen Gewalt gegen Demonstranten verurteilt ein Strafgericht den früheren ägyptischen Präsidenten Husni Mubarak zu einer lebenslangen Haftstrafe.
- 2014: In Indien wird der neue Bundesstaat Telangana gebildet.

### Wirtschaft
- 1782: In Madrid wird mit Erlaubnis und unter dem Patronat von König Karl III. die Banco Nacional de San Carlos gegründet. Aus ihr entsteht die Zentralbank Banco de España.

1980: „Zauberwürfel“

- 1980: Der Verkauf von Ernő Rubiks Zauberwürfel beginnt in Deutschland.

### Wissenschaft und Technik

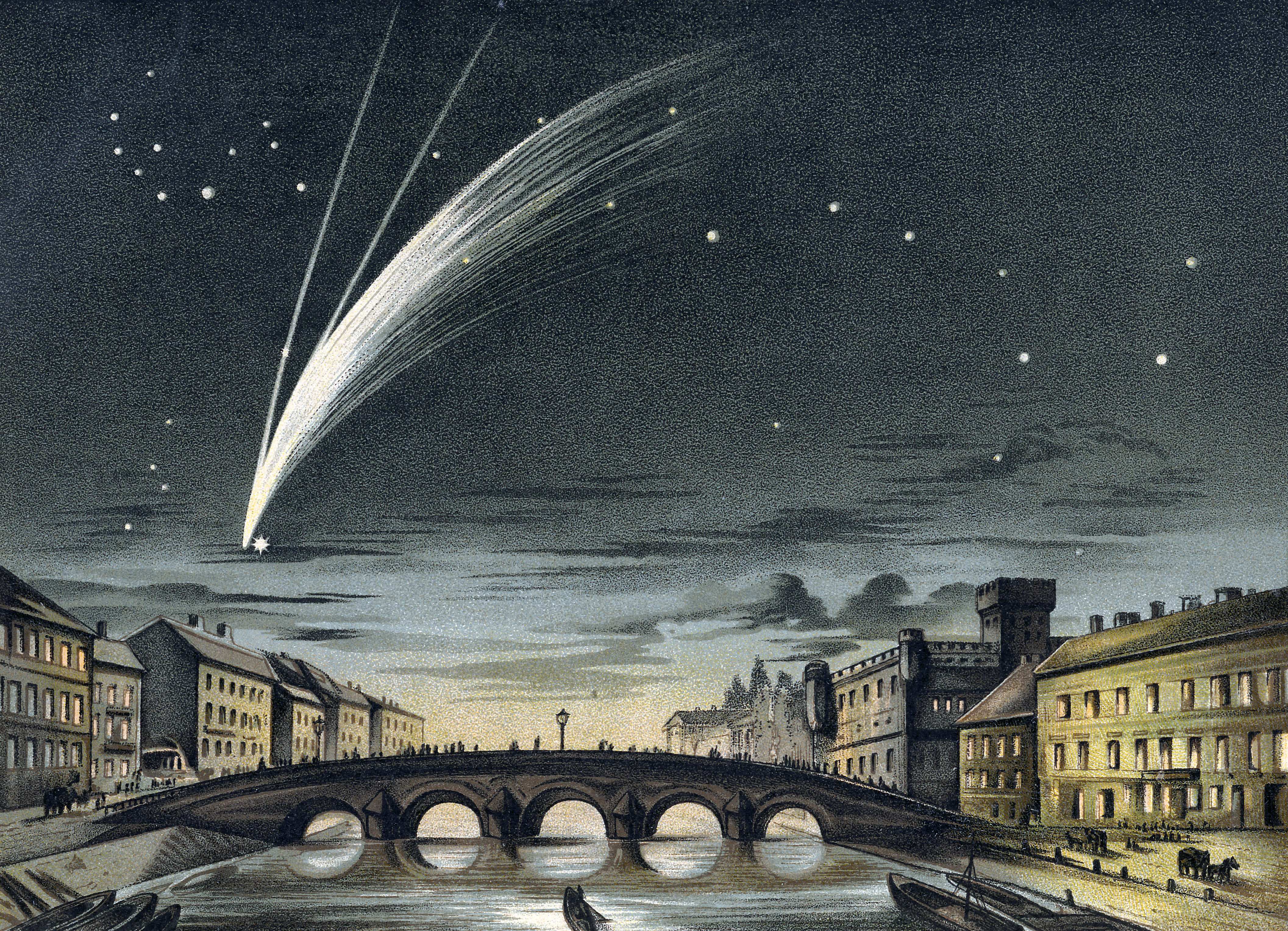
1858: Komet Donati

- 1858: Der Komet Donati (C/1858 L1), einer der Großen Kometen des 19. Jahrhunderts, wird vom italienischen Astronomen Giambattista Donati entdeckt. In den Folgemonaten ängstigt sich die Bevölkerung angesichts der mit bloßem Auge sichtbaren Himmelserscheinung vor drohendem Unheil.
- 1896: Guglielmo Marconi beantragt das britische Patent Nummer 12.039 auf seine Erfindung eines Apparates zur Übertragung elektrischer Impulse und Signale, den Grundlagen für ein Radio. Zu dessen Erfinder wurde aber später von einem US-Gericht Nikola Tesla erklärt.

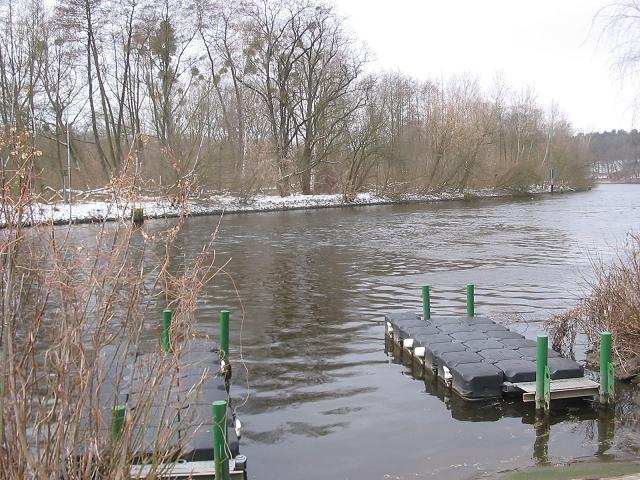
1906: Teltowkanal

- 1906: Der die Havel mit der Dahme verbindende Teltowkanal wird feierlich eröffnet. Er geht auf eine Initiative von Ernst von Stubenrauch zurück.
- 1915: Albert Einstein, seit März 1914 in Berlin tätig, hält in der Treptower Sternwarte einen öffentlichen Vortrag über Relativität der Bewegung und Gravitation.
- 1966: Mit Surveyor 1 gelingt den Amerikanern die erste weiche Mondlandung.
- 1991: Mit dem Fahrplanwechsel setzt die Deutsche Bundesbahn erstmals fahrplanmäßig den Intercity-Express, den ICE 1, ein.
- 1991: Die Stockholmer Djurgårdslinie, eine 1967 stillgelegte Straßenbahnlinie, nimmt ihren Betrieb als Museumsbahn auf.
- 2001: Das unbemannte Experimentalflugzeug Boeing X-43A der NASA absolviert seinen Erstflug. Dieser Test wird allerdings nach 13 Sekunden wieder abgebrochen, da die mit dem Flugzeug verbundene Pegasus-Rakete eine Fehlfunktion aufweist und außer Kontrolle gerät.
- 2003: Vom kasachischen Weltraumbahnhof Baikonur aus startet die Raumsonde Mars-Express.

### Kultur

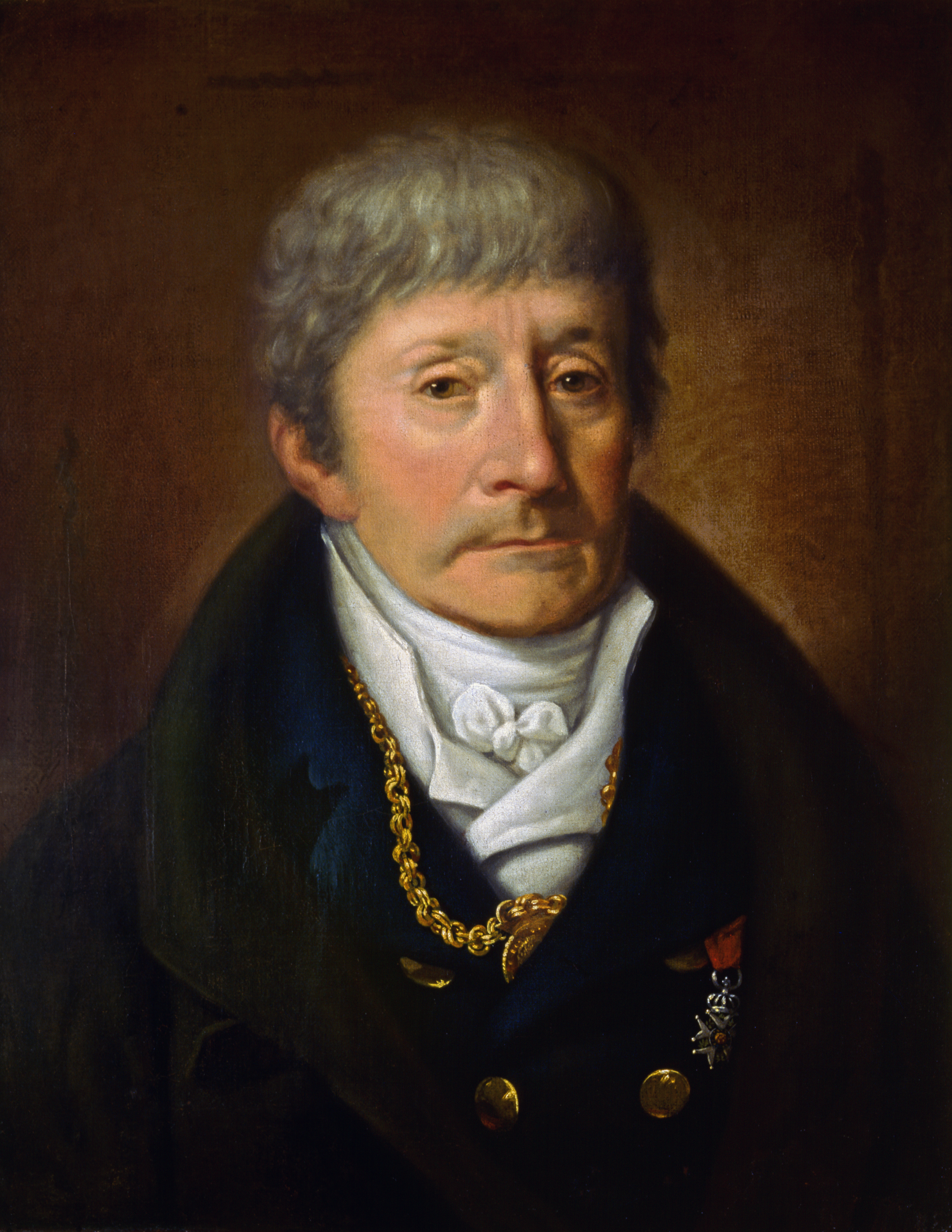
1771: Antonio Salieri

- 1771: Die Oper Armida von Antonio Salieri basierend auf einem Text von Marco Coltellini hat ihre Uraufführung am Burgtheater in Wien.
- 1800: Die Uraufführung der Oper Cesare in Farmacusa von Antonio Salieri findet im Theater am Kärntnertor in Wien statt.
- 1911: Die Oper Isabeau von Pietro Mascagni wird unter der Leitung des Komponisten am Teatro Colón in Buenos Aires uraufgeführt. Das Libretto der leggenda drammatica in drei Akten stammt von Luigi Illica. Als Inspiration diente die Geschichte von Lady Godiva. Die Oper wird schnell populär und inspiriert eine Reihe anderer Opern nach Legenden.
- 1937: Die unvollendet gebliebene Oper Lulu des österreichischen Komponisten Alban Berg hat postum ihre Uraufführung am Opernhaus Zürich. Literarische Vorlage für das Werk sind die beiden Tragödien Erdgeist und Die Büchse der Pandora von Frank Wedekind, deren Wortlaut der Komponist fast unverändert gelassen hat. Das Werk feiert auch als Fragment einen Erfolg.
- 1973: In Amsterdam wird das Van Gogh Museum eröffnet.
- 1983: Der senegalesische Dichter und Staatsmann Léopold Sédar Senghor wird als erster Afrikaner Mitglied in der Académie française.

### Gesellschaft
- 1420: Der englische König Heinrich V. und Katharina von Valois, die Tochter des bisherigen französischen Königs Karl VI., heiraten.

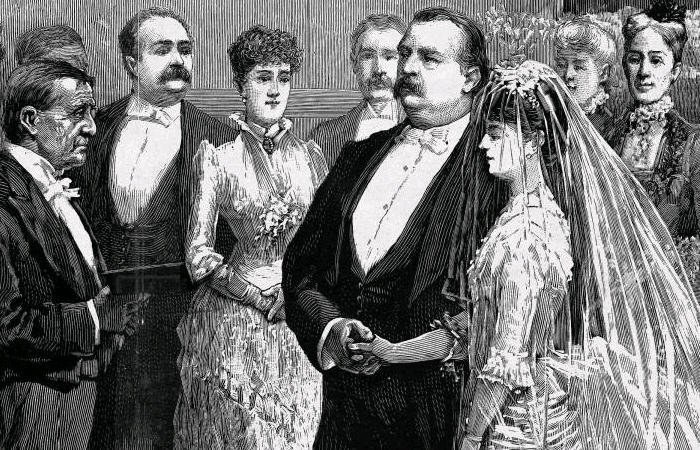
1886: Präsident Cleveland und Frances Folsom heiraten

- 1886: Grover Cleveland heiratet im Weißen Haus Frances Folsom. Es ist die bislang einzige Hochzeit im Amtssitz des US-Präsidenten.

### Religion
- 0575: Papst Benedikt I. tritt sein Amt an.
- 1537: In der Bulle Sublimis Deus verbietet Papst Paul III. die Versklavung von Indianern und allen anderen Menschen.
- 1979: Papst Johannes Paul II. besucht erstmals seit seiner Wahl auf einer Auslandsreise sein Heimatland Polen. Er ist der erste Papst, der in einen kommunistisch regierten Staat reist.

### Katastrophen
- 1965: Ein Wirbelsturm im Osten Pakistans fordert ca. 30.000 Menschenleben.
- 1994: Ein Erdbeben der Stärke 7,8 auf Java, Indonesien, fordert 277 Menschenleben.

Kleinere Unglücksfälle sind in den Unterartikeln von Katastrophe und in der Liste von Katastrophen aufgeführt.

### Sport
- 1900: Durch Fusion zweier Clubs wird der FC 1900 Kaiserslautern gegründet, aus dem nach weiteren Fusionen der 1. FC Kaiserslautern hervorgeht.

2012: THW Kiel (Logo)

- 2012: Der THW Kiel gewinnt zum 17. Mal die deutsche Meisterschaft im Handball. In der Bundesliga-Saison 2011/2012 gelingt ihm die im deutschen Profisport einmalige Leistung, alle Spiele zu gewinnen und die Saison nach 34 Spielen ohne Verlustpunkte abzuschließen. Neben der Meisterschaft erreicht Kiel mit dem Sieg in der Champions League und im DHB-Pokal erneut das Triple.

Einträge von Leichtathletik-Weltrekorden befinden sich unter der jeweiligen Disziplin unter Leichtathletik.
Einträge zu Fußballweltmeisterschaftsspielen finden sich in den Unterseiten von Fußball-Weltmeisterschaft. Das Gleiche gilt für Fußball-Europameisterschaften.

## Geboren

### Vor dem 18. Jahrhundert
- 1305: Abū Saʿīd, Ilchan von Persien
- 1424: Ferdinand I., König von Neapel
- 1448: Domenico Ghirlandaio, Florentiner Maler der Renaissance
- 1489: Charles de Bourbon, Herzog von Vendôme
- 1502: Guillaume Bigot, französischer Dichter, Philosoph und Arzt

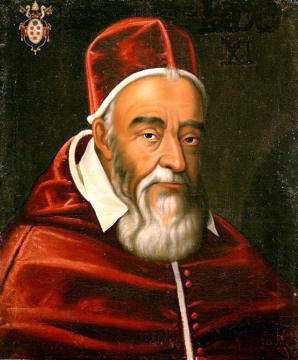
Leo XI. (* 1535)

- 1535: Leo XI., italienischer Papst
- 1565: Francesc Ribalta, spanischer Maler
- 1587: Anders Christensen Arrebo, dänischer Geistlicher und Schriftsteller
- 1593: Samuel Edel, deutscher Theologe
- 1621: Rutger von Ascheberg, deutsch-baltischer Feldmarschall
- 1693: Alexei Petrowitsch Bestuschew-Rjumin, russischer Feldmarschall und Reichskanzler
- 1693: Johann Ernst Rentzsch (der Jüngere), deutscher Maler
- 1698: Jean-Michel Papillon, französischer Kunsthandwerker, Zeichner, Holzschneider und Enzyklopädist

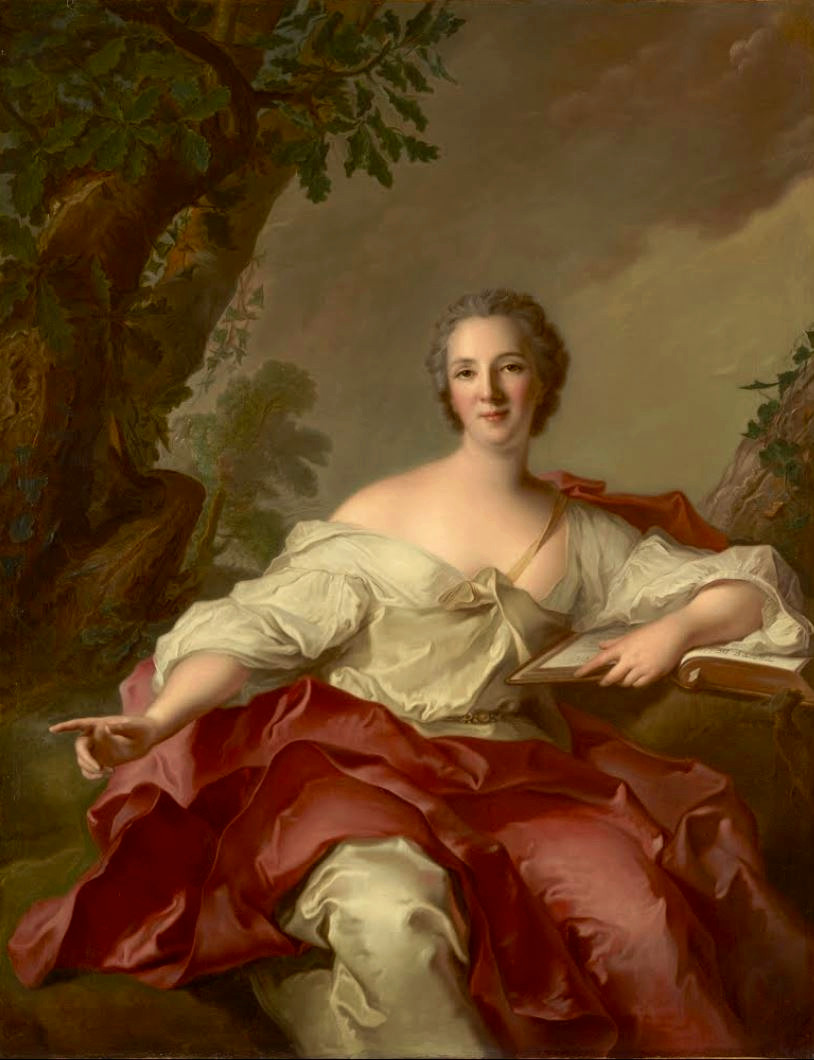
Marie Thérèse Geoffrins * 1699

- 1699: Marie Thérèse Rodet Geoffrin, französische Autorin und Salonnière der Aufklärung

### 18. Jahrhundert
- 1702: Peter Gerwin von Franken-Siersdorf, Generalvikar in Köln
- 1702: Zenón de Somodevilla y Bengoechea, spanischer Staatsmann und Reformator
- 1736: Albrecht Georg Walch, deutscher Pädagoge

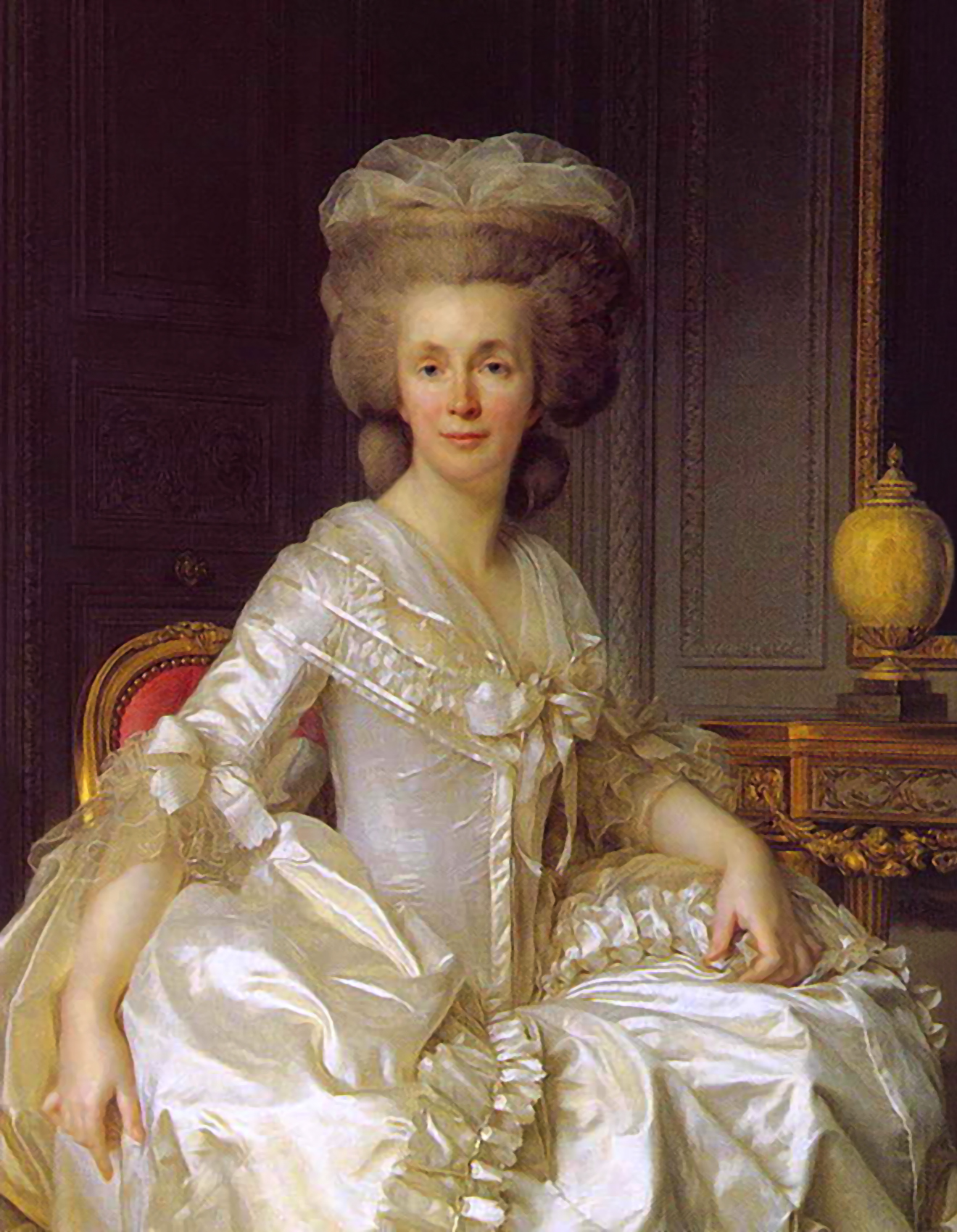
Suzanne Curchod (* 1737)

- 1737: Suzanne Curchod, Pariser Salonière Schweizer Abstammung
- 1737: Ernst August II., Herzog von Sachsen-Weimar und Sachsen-Eisenach

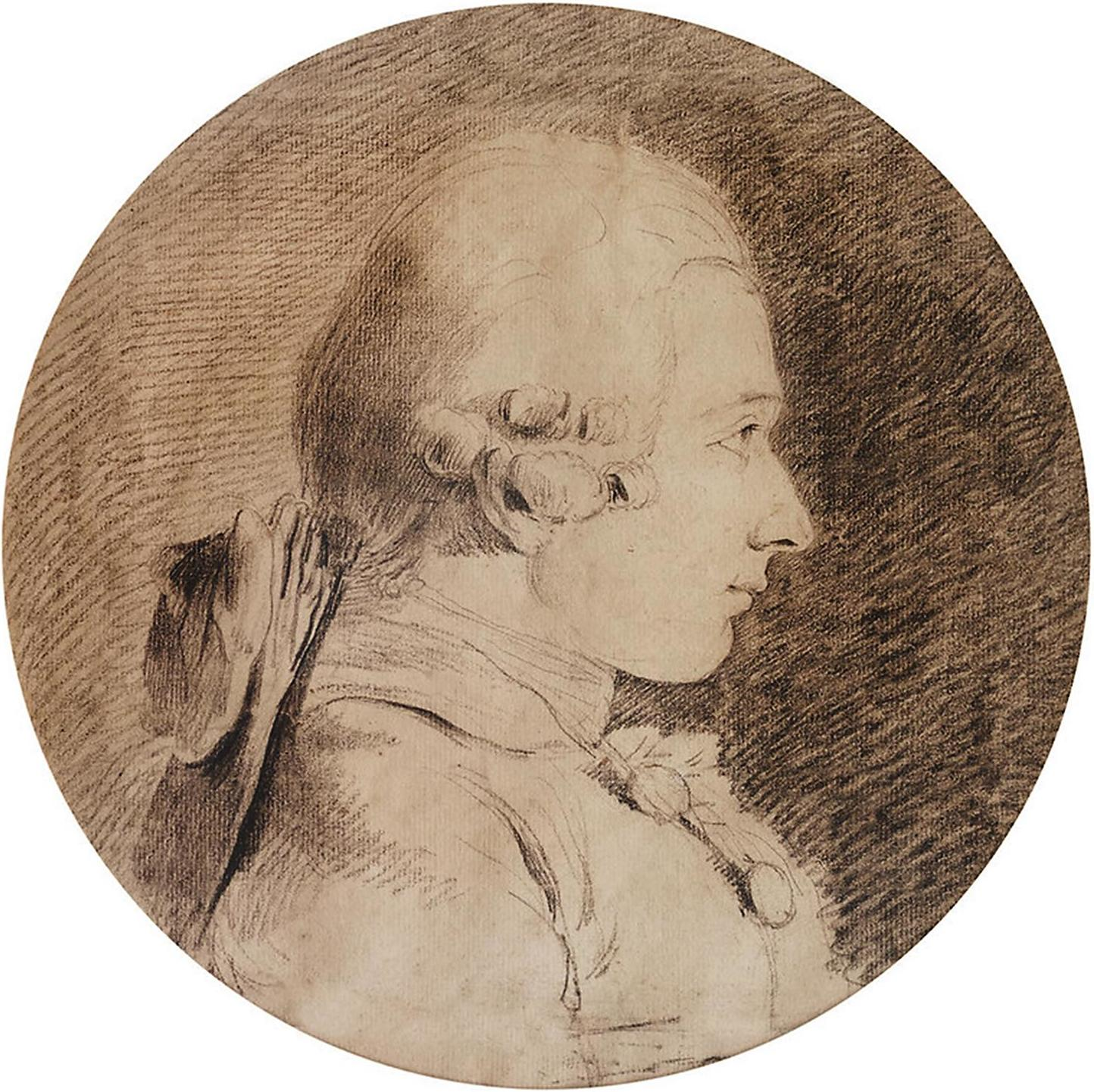
Donatien Alphonse François de Sade (* 1740)

- 1740: Donatien Alphonse François de Sade, französischer Schriftsteller, Namensgeber des Sadismus
- 1742: Eugen Johann Christoph Esper, deutscher Entomologe, Botaniker, Mineraloge und Pathologe
- 1748: José Lidón, spanischer Komponist
- 1765: Ferdinand Wurzer, deutscher Chemiker
- 1767: Nikolaus Friedrich von Thouret, deutscher Maler und Architekt
- 1780: Heinrich Leonhard Heubner, deutscher Theologe
- 1785: William C. Bowen, US-amerikanischer Arzt, Chemiker und Hochschullehrer
- 1787: Nils Gabriel Sefström, schwedischer Chemiker
- 1798: Nakayama Miki, japanische Religionsgründerin
- 1800: Nicholas Trist, US-amerikanischer Diplomat

### 19. Jahrhundert

#### 1801–1850
- 1802: August Wilhelm Bullrich, deutscher Apotheker
- 1802: Carl Hoffmann, deutscher Verleger, Druckereibesitzer und Buchhändler
- 1806: Rudolf Anger, deutscher Theologe und Philosoph
- 1807: Robert Führer, tschechischer Kirchenmusiker und Komponist

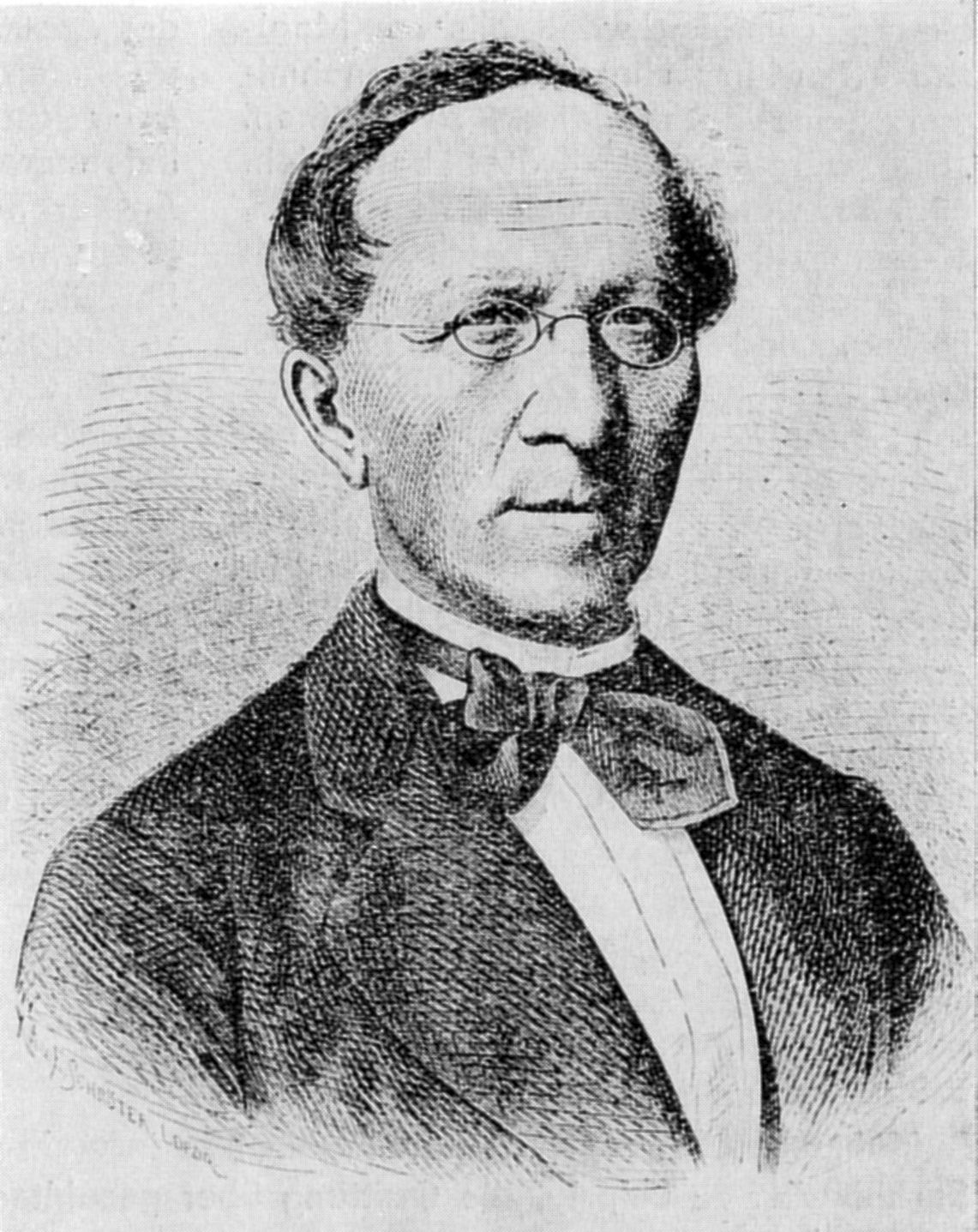
Carl Hinstorff (* 1811)

- 1811: Carl Hinstorff, deutscher Verleger
- 1813: Tassilo Festetics, österreichischer Offizier
- 1813: Daniel Pollen, Premierminister von Neuseeland
- 1816: Grace Aguilar, britische Schriftstellerin sephardischer Abstammung
- 1821: Ion C. Brătianu, rumänischer Ministerpräsident
- 1822: Joseph Bittner, deutscher Orgelbauer
- 1827: Bertha Augusti, deutsche Schriftstellerin
- 1828: James Cutler Dunn Parker, US-amerikanischer Komponist
- 1829ː Marie Hansen-Taylor, deutsch-amerikanische Übersetzerin und Schriftstellerin
- 1830: Olivier Métra, französischer Komponist und Dirigent
- 1831: Max Abraham, deutscher Musikverleger
- 1831: Gustave Lefèvre, französischer Komponist und Musikpädagoge
- 1832: Henry Gordon Burleigh, US-amerikanischer Politiker
- 1832: Charles Colin, französischer Oboist, Organist, Musikpädagoge und Komponist

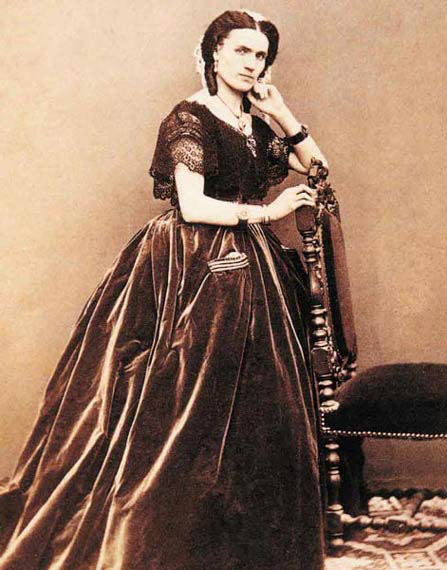
Teresa Stolz (* 1834)

- 1834: Teresa Stolz, tschechische Opernsängerin, Verdi-Interpretin
- 1835: Pius X., Papst
- 1838: Alexandra von Oldenburg, deutsche Prinzessin, Großfürstin von Russland und Nonne
- 1839ː Anna vom Rath, deutsche Salonnière in Berlin
- 1840: Thomas Hardy, britischer Schriftsteller
- 1842: Norbert Hanrieder, österreichischer Mundartdichter
- 1849: Albert Besnard, französischer Maler

#### 1851–1900

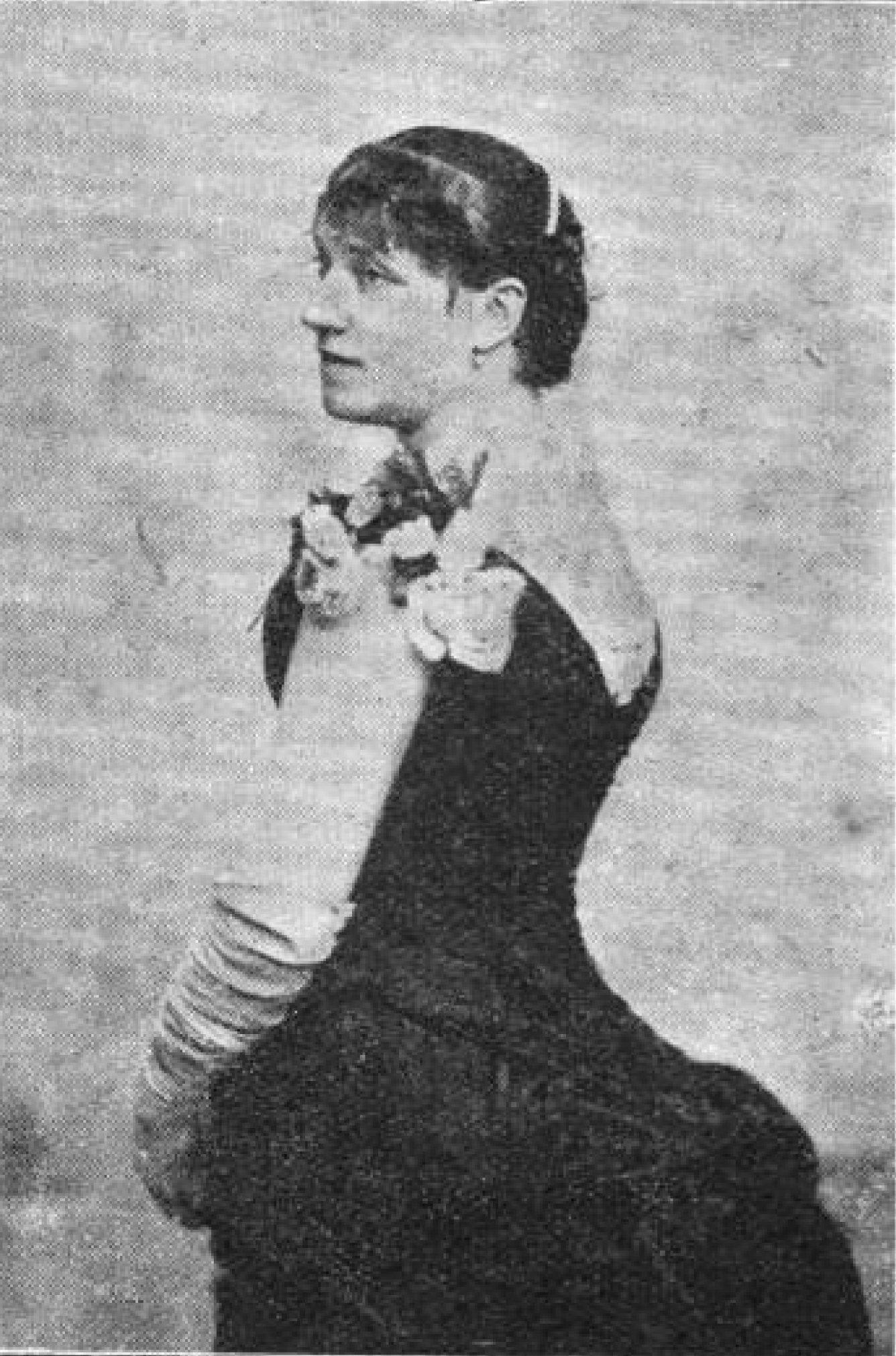
Thérèse Amiati (* 1851)

- 1851: Amiati, französische Sängerin

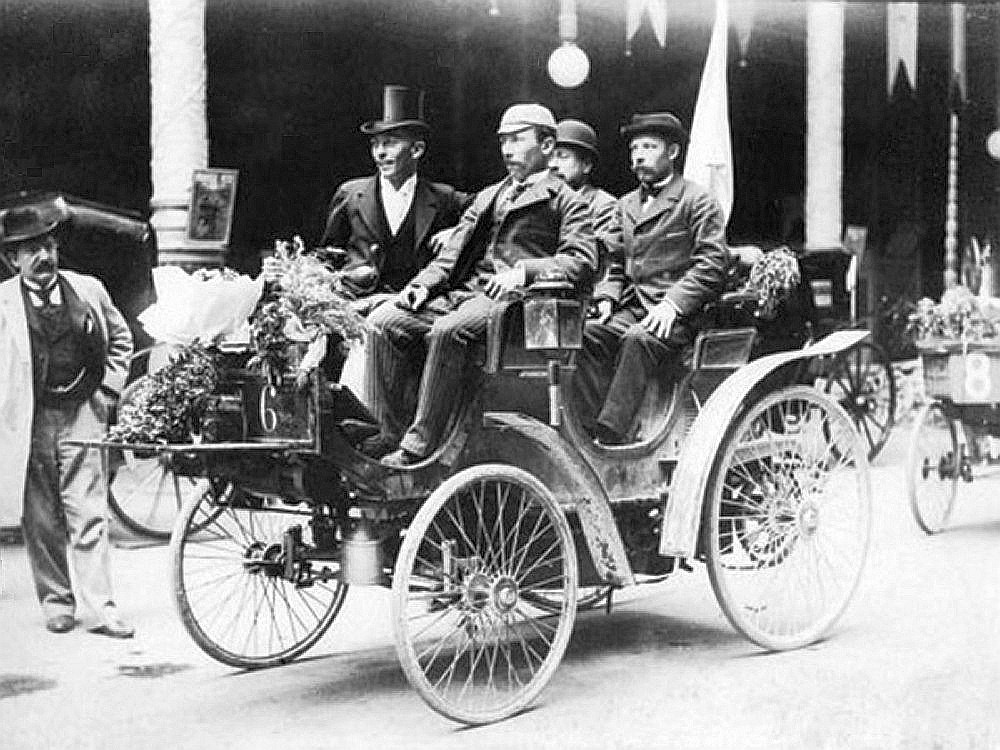
Paul Koechlin (* 1852)

- 1852: Paul Koechlin, französischer Industrieller und Automobilrennfahrer
- 1856: Agnes Meyerhof, deutsche Malerin, Bildhauerin und Kunstgewerblerin, Opfer der Shoah

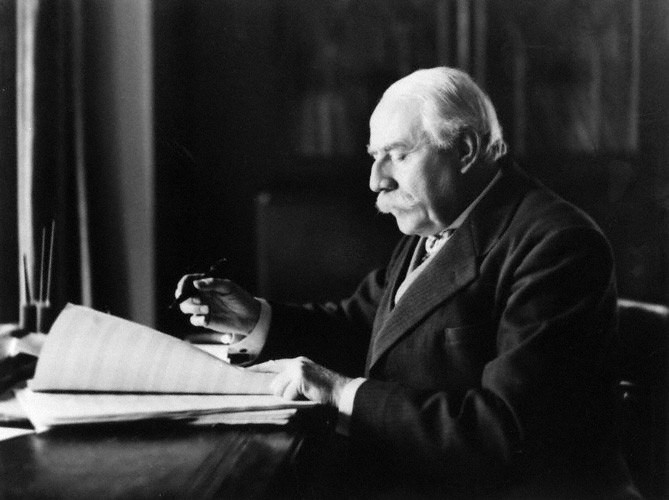
Edward Elgar (* 1857)

- 1857: Edward Elgar, britischer Komponist

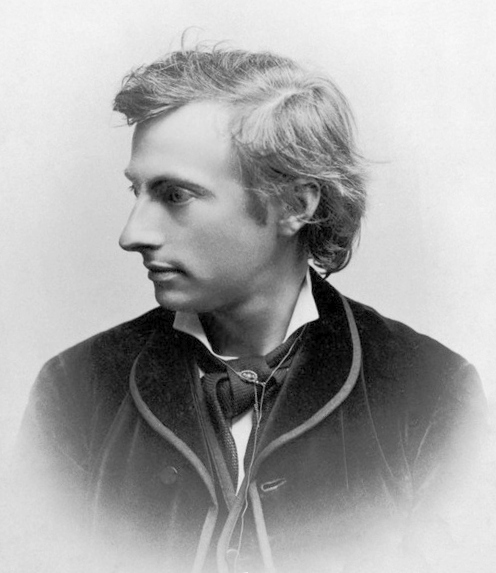
Karl Gjellerup (* 1857)

- 1857: Karl Gjellerup, dänischer Schriftsteller
- 1863: Felix Weingartner, österreichischer Dirigent und Komponist
- 1866: Georg Steinhausen, deutscher Bibliothekar und Kulturwissenschaftler
- 1872: Carl Ebbinghaus, deutscher Bildhauer und Medailleur
- 1873: Ludwig Pincussohn, deutsch-US-amerikanischer Biochemiker und Mediziner
- 1875: Emil Abel, österreichischer Chemiker

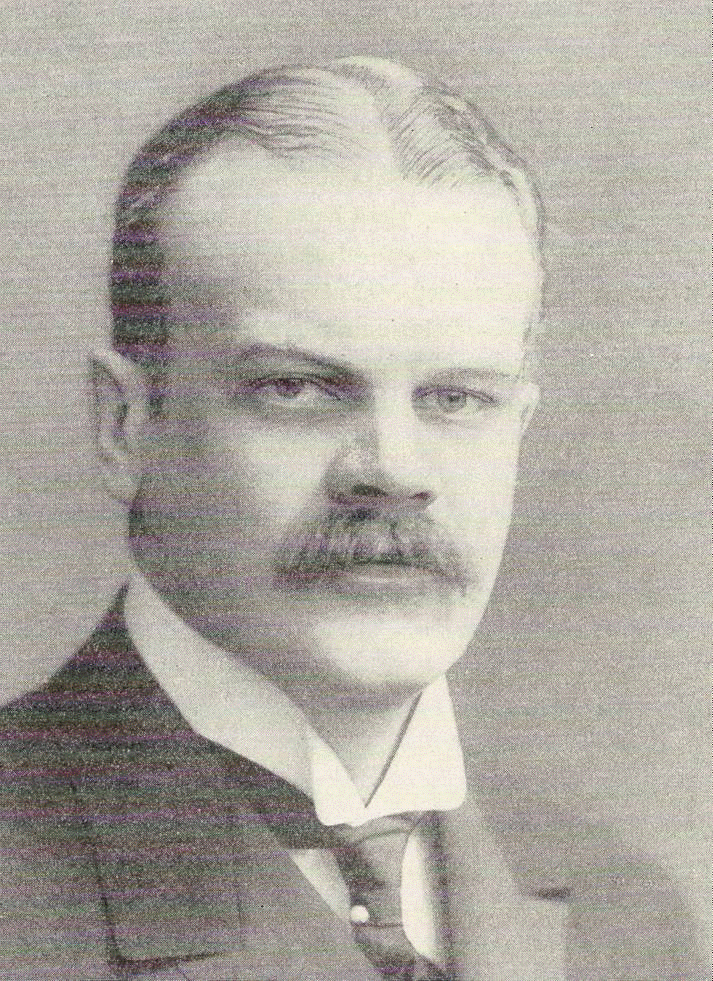
Hakon Børresen (* 1876)

- 1876: Hakon Børresen, dänischer Komponist
- 1876: Pascual Díaz y Barreto, mexikanischer Geistlicher
- 1877: Wilhelm Krieger, deutscher Bildhauer
- 1877: Gustave Samazeuilh, französischer Komponist und Musikkritiker
- 1877: Friedrich Wiegershaus, deutschvölkischer Politiker
- 1878: Alfredo Gómez Jaime, kolumbianischer Lyriker
- 1878: Rudolf Löw, Schweizer Maler und Schriftsteller
- 1881: Heinrich Achenbach, deutscher Politiker, MdL
- 1882: Rudolf Bingel, deutscher Ingenieur und Industrieller
- 1883: August Ackermann, Schweizer Pfarrer und Publizist
- 1883: Henri Stoffel, französischer Automobilrennfahrer
- 1884: Hilaire Gaignard, französischer Flugpionier und Automobilrennfahrer
- 1884: Ferdinando Minoia, italienischer Automobilrennfahrer

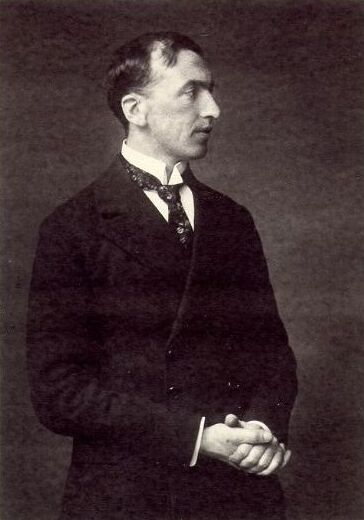
Hans Gerhard Creutzfeldt (* 1885)

- 1885: Hans Gerhard Creutzfeldt, deutscher Neurologe
- 1885: Tollef Tollefsen, norwegischer Ruderer
- 1887: Karl Anton, deutscher Theologe
- 1888: Hans Karl Breslauer, österreichischer Filmregisseur und Schriftsteller
- 1889: Erik Jan Hanussen, österreichischer Hellseher
- 1890: Luigi Arrigoni, italienischer Erzbischof
- 1894: Wilhelm Abeln, deutscher Landwirt und Politiker
- 1895: Tibor Radó, ungarischer Mathematiker
- 1895: Arild Sandvold, norwegischer Komponist und Organist
- 1897: Friderica Derra de Moroda, österreichisch-britische Tänzerin, Tanzpädagogin, Tanzwissenschaftlerin
- 1897: Paul Schmiedlin, Schweizer Fußballspieler und Leichtathlet

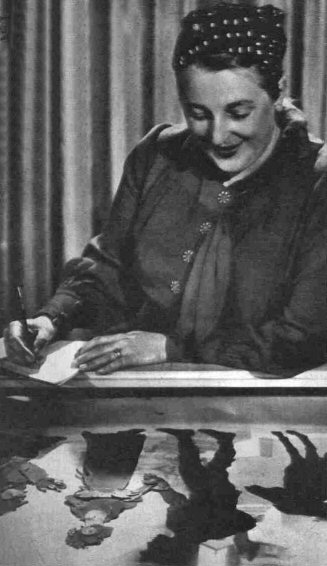
Lotte Reiniger (* 1899)

- 1899: Lotte Reiniger, deutsche Scherenschneiderin, Silhouetten-Animationsfilmerin und Buchillustratorin

### 20. Jahrhundert

#### 1901–1925
- 1901: Owen Saunders-Davies, britischer Automobilrennfahrer
- 1901: Paul Smalian, deutscher Kunstmaler
- 1902: Joachim von Elbe, deutscher Jurist und Diplomat
- 1902: Giuseppe Lepori, Schweizer Politiker, Bundesrat
- 1903: Max Aub, spanischer Schriftsteller

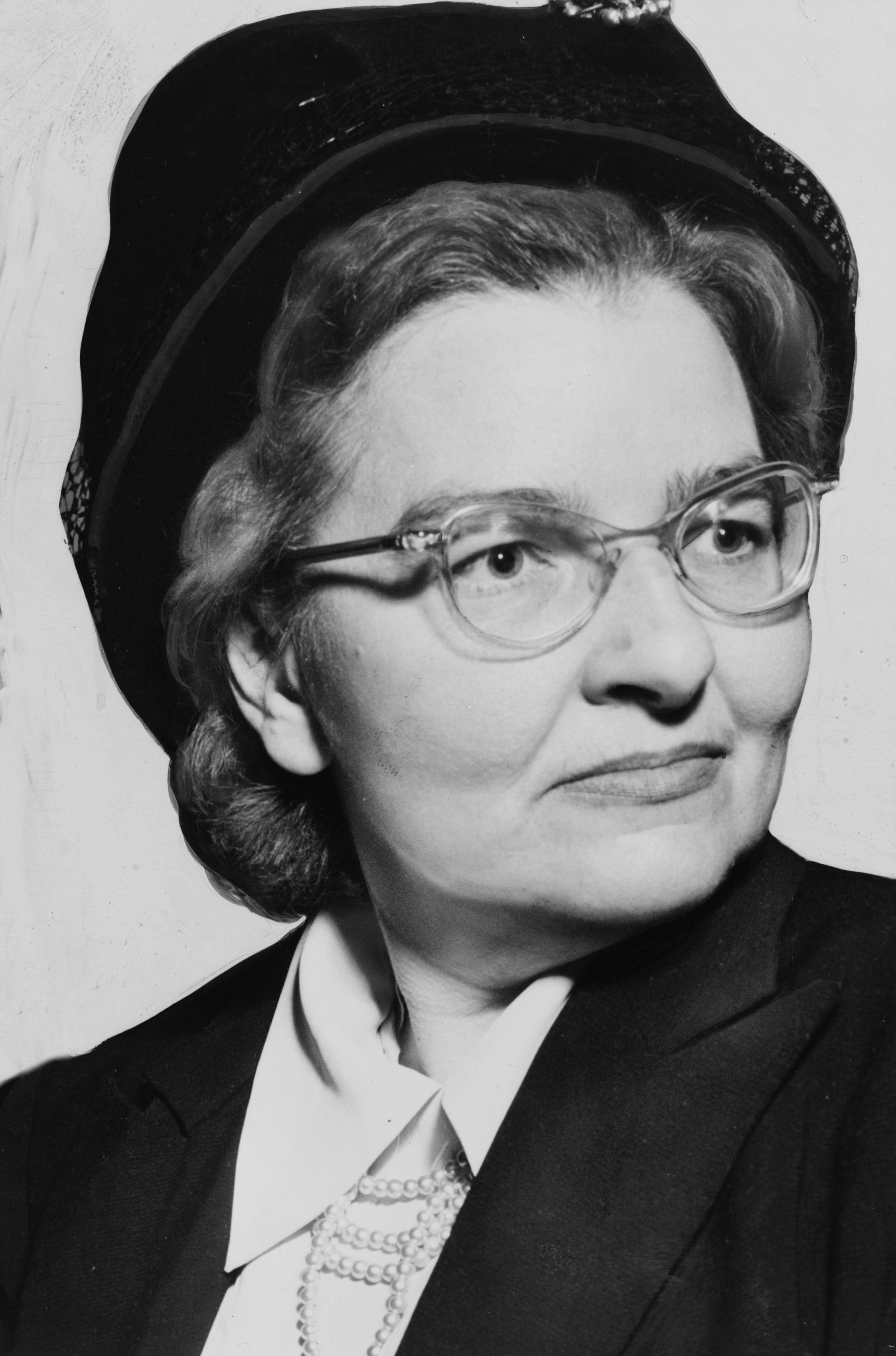
Sidney Robertson Cowell (* 1903)

- 1903: Sidney Robertson Cowell, US-amerikanische Ethnografin und Anthropologin
- 1904: František Plánička, tschechischer Fußballspieler
- 1904: Johnny Weissmüller, US-amerikanischer Schwimmer und Filmschauspieler, Olympiasieger
- 1905: Max Fürst, deutscher Schriftsteller
- 1906: Carlo Scarpa, italienischer Architekt
- 1907: Richard Lauffen, deutscher Schauspieler
- 1908: Rosa Arnsberg, Förderin des Verständnisses zwischen jüdischen und nichtjüdischen Deutschen
- 1908: Rudolf Brandt, deutscher Verwaltungsjurist und SS-Offizier, persönlicher Referent Heinrich Himmlers, Kriegsverbrecher
- 1908: Steffie Spira , deutsche Schauspielerin
- 1909: Percy Hope-Johnstone, britischer Peer, Soldat und Automobilrennfahrer
- 1909: Robin Orr, britischer Komponist aus Schottland
- 1910: Walter MacNutt, kanadischer Organist, Komponist, Chorleiter und Musikpädagoge
- 1911: Karl Rührschneck, deutscher Motorradrennfahrer
- 1913: Ion Dumitrescu, rumänischer Komponist
- 1913: Barbara Pym, britische Schriftstellerin
- 1914: Saba Youakim, libanesischer Geistlicher, Erzbischof von Petra und Philadelphia
- 1917: Heinz Sielmann, deutscher Tierfilmer
- 1918: Ruth Atkinson, kanadische Comicautorin und Comiczeichnerin
- 1919: Pétur Sigurgeirsson, isländischer Theologe und Bischof
- 1920: Gino Cappello, italienischer Fußballspieler
- 1920: Frank G. Clement, US-amerikanischer Politiker

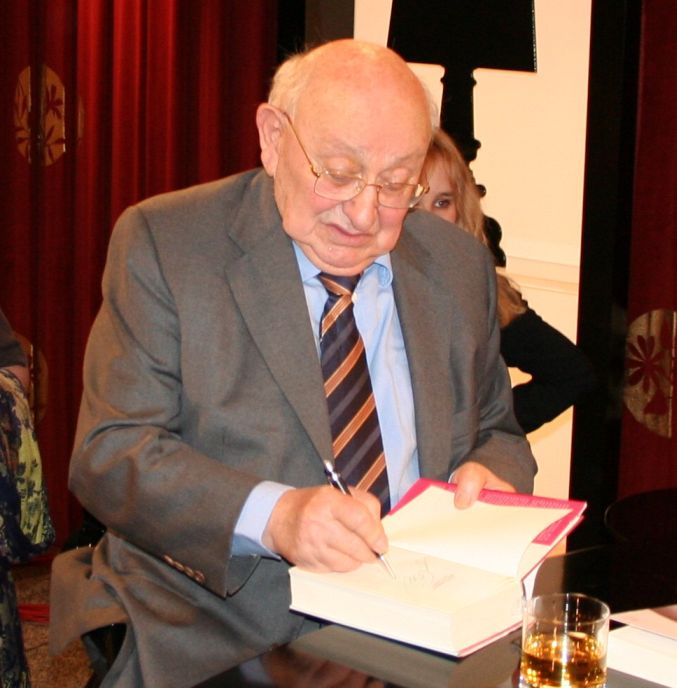
Marcel Reich-Ranicki (* 1920)

- 1920: Marcel Reich-Ranicki, deutscher Literaturkritiker polnischer Herkunft
- 1920: Tex Schramm, US-amerikanischer American-Football-Funktionär
- 1922: Ruth Bunkenburg, deutsche Schauspielerin, Schriftstellerin und Hörspielsprecherin
- 1922: Clair Cameron Patterson, US-amerikanischer Geochemiker
- 1923: Fritz Baier, deutscher Politiker, MdB
- 1923: Wioleta Jakowa, bulgarische Widerstandskämpferin
- 1923: Margot Trooger, deutsche Schauspielerin
- 1925: Adolf Stähli, Schweizer Jodler und Komponist

#### 1926–1950
- 1926: Ilse Pracht-Fitzell, deutsch-amerikanische Lyrikerin und Literaturwissenschaftlerin
- 1927: Ladislav Alster, tschechoslowakischer Schachspieler und -journalist
- 1927: Carl Butler, US-amerikanischer Country-Sänger
- 1929: Günter Siefarth, deutscher Journalist
- 1929: Juan Venegas, puerto-ricanischer Boxer
- 1930: Ija Alexejewna Arepina, sowjetische Schauspielerin
- 1931: Anders Ehnmark, schwedischer Journalist und Schriftsteller
- 1932: Kurt Barthel, deutscher Generalmajor des Heeres der Bundeswehr
- 1932: Andor Losonczy, ungarisch-österreichischer Komponist und Pianist
- 1932: Makoto Oda, japanischer Schriftsteller
- 1933: Mihály Huszka, ungarischer Gewichtheber
- 1934: Josef Ammann, Schweizer Gegenwartskünstler
- 1934: Karl-Heinz Feldkamp, deutscher Fußballspieler und -trainer
- 1935: Eberhard Fuhr, deutscher Brigadegeneral
- 1935: Ross Gillespie, neuseeländischer Hockeyspieler und -trainer
- 1935: Samuel Jones, US-amerikanischer Komponist und Dirigent
- 1935: Helmut Wenck, deutscher Chemiker, Chemiedidaktiker und Hochschullehrer
- 1935: Wilhelm Wieben, deutscher Fernsehmoderator, Schauspieler und Autor

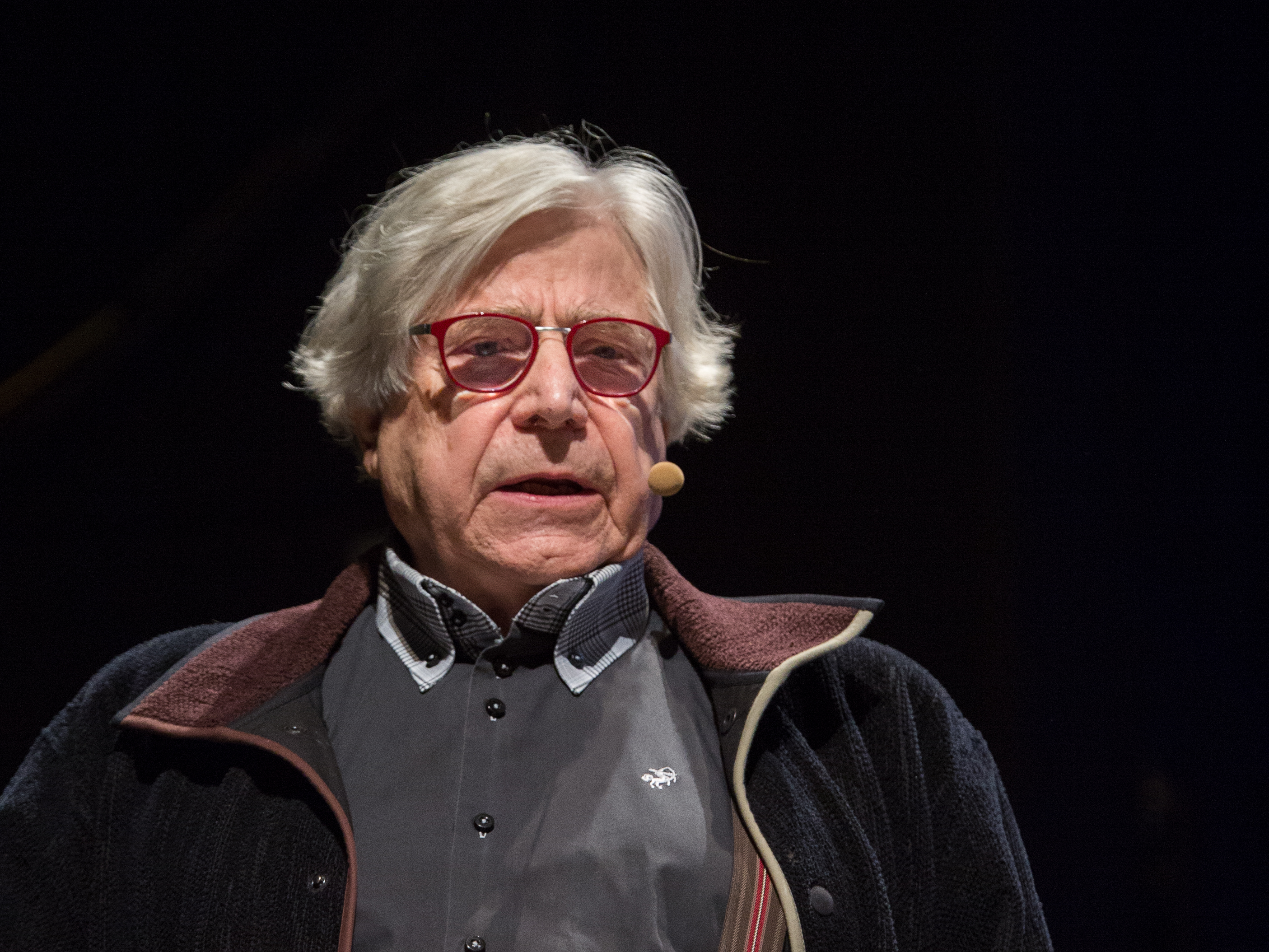
Bazon Brock (* 1936)

- 1936: Bazon Brock, deutscher Professor und Kunsttheoretiker
- 1936: Wolodymyr Holubnytschyj, ukrainischer Geher, Olympiasieger
- 1937: Rosalyn Higgins, britische Juristin, Mitglied des Internationalen Gerichtshofes
- 1937: Jimmy Jones, US-amerikanischer Sänger
- 1937: Klaus-Michael Kühne, deutscher Unternehmer und Manager (Kühne + Nagel)
- 1939: Stuart S. Antman, US-amerikanischer Mathematiker
- 1940: Bernd Giese, deutscher Chemiker
- 1940: Avgust Ipavec, slowenisch-österreichischer Priester, Komponist und Dirigent
- 1940: Konstantin II., letzter König der Hellenen, Segler und Sportfunktionär, Olympiasieger
- 1940: Karel Růžička, tschechischer Jazzpianist und Komponist
- 1941: Stacy Keach, US-amerikanischer Schauspieler
- 1941ː Ann-Monika Pleitgen, deutsche Schauspielerin und Schriftstellerin

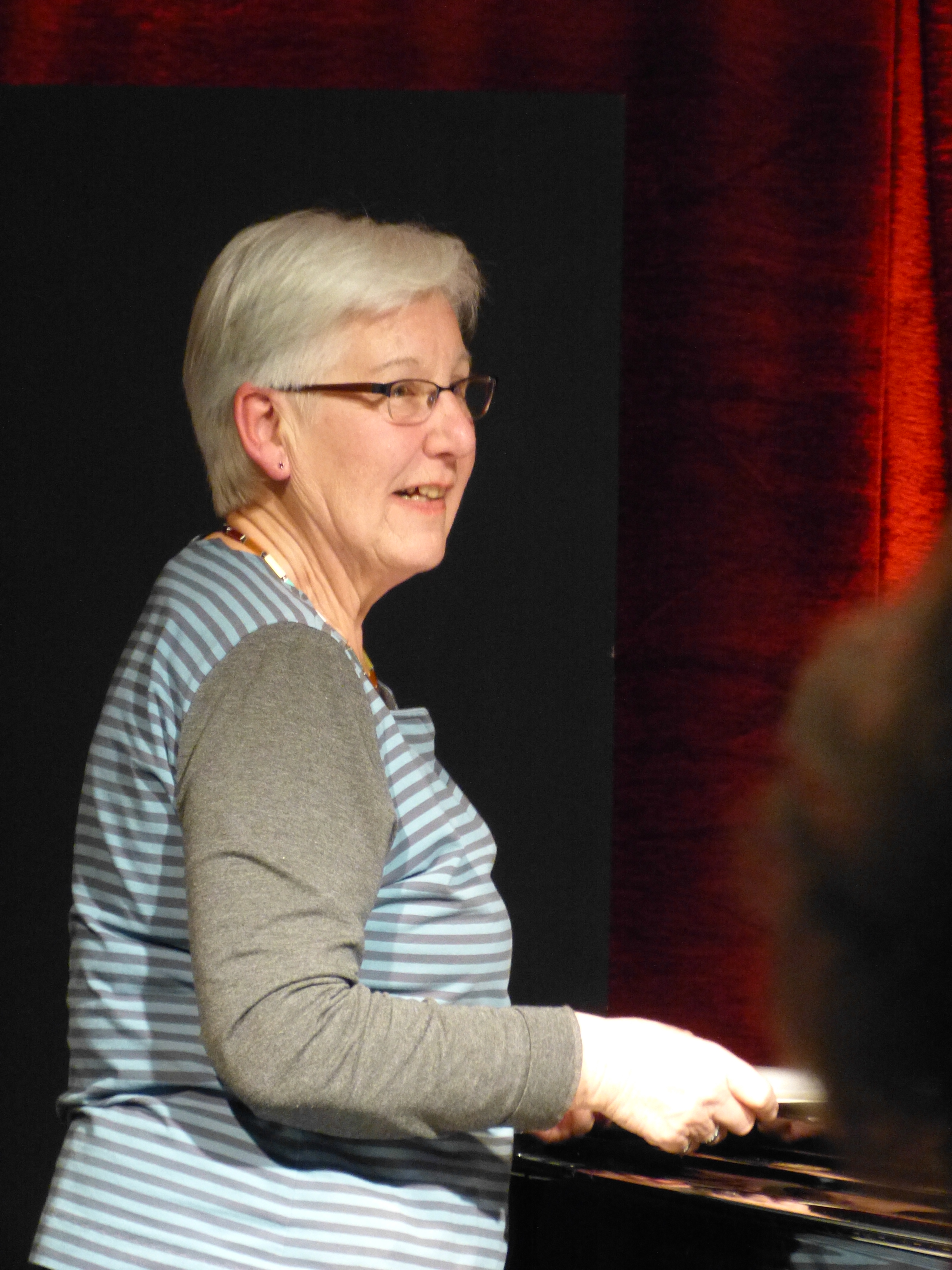
Irène Schweizer (* 1941)

- 1941: Irène Schweizer, Schweizer Pianistin und Schlagzeugerin

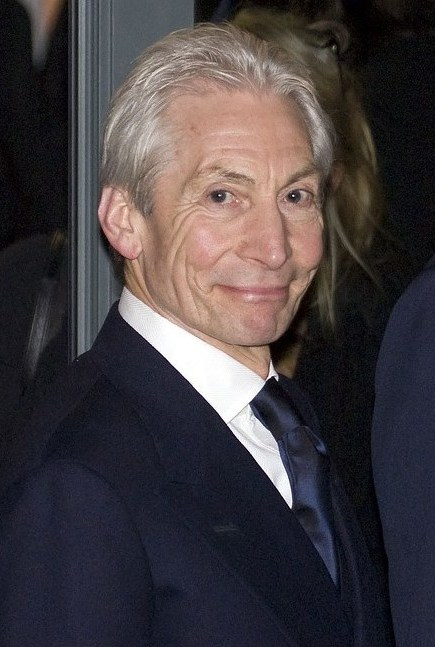
Charlie Watts (* 1941)

- 1941: Charlie Watts, britischer Schlagzeuger (Rolling Stones)
- 1942: Stefan Behrens, deutscher Schauspieler und Synchronsprecher
- 1943: Crescenzio Sepe, italienischer Kurienkardinal, Erzbischof von Neapel
- 1943: László Sillai, ungarischer Ringer, Weltmeister
- 1943: Graham Bonney, britischer Sänger
- 1943: Helmut Unger, deutscher Skilangläufer
- 1944: Marvin Hamlisch, US-amerikanischer Komponist
- 1944: Poul Høj Jensen, dänischer Regattasegler und Bootsbauer
- 1944: Gerd Welz, deutscher Handballspieler und -trainer
- 1944: Garo Yepremian, US-amerikanischer American-Football-Spieler
- 1945: David Dundas, britischer Sänger
- 1945: Björn Engquist, schwedischer Mathematiker
- 1945: Richard Long, britischer Künstler

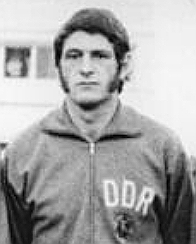
Hans-Bert Matoul (* 1945)

- 1945: Hans-Bert Matoul, deutscher Fußballspieler
- 1945: Patrick Metral, französischer Automobilrennfahrer
- 1946: Lasse Hallström, schwedischer Regisseur
- 1946: Horst Pomplun, deutscher Unternehmer
- 1947: Heiderose Berroth, deutsche Politikerin, MdL
- 1947: Alexandra Chick, simbabwische Hockeyspielerin
- 1947: Eckhard Naumann, deutscher Kommunalpolitiker, Oberbürgermeister von Wittenberg
- 1947: Sonia Robertson, simbabwische Hockeyspielerin
- 1948: Thomas Neumaier, deutscher Konzeptkünstler
- 1949: Szymon Kawalla, polnischer Komponist, Dirigent, Geiger und Musikpädagoge
- 1950: Nicos Apostolidis, deutsch-griechischer Musiker
- 1950: Edmond Brooks, australischer Wasserballspieler
- 1950: Rainer Riesner, deutscher Theologe

#### 1951–1975
- 1951: Gilbert Baker, US-amerikanischer Künstler und Designer der Regenbogenfahne
- 1951: Jeanine Pirro, US-amerikanische TV-Persönlichkeit, Richterin und Staatsanwältin

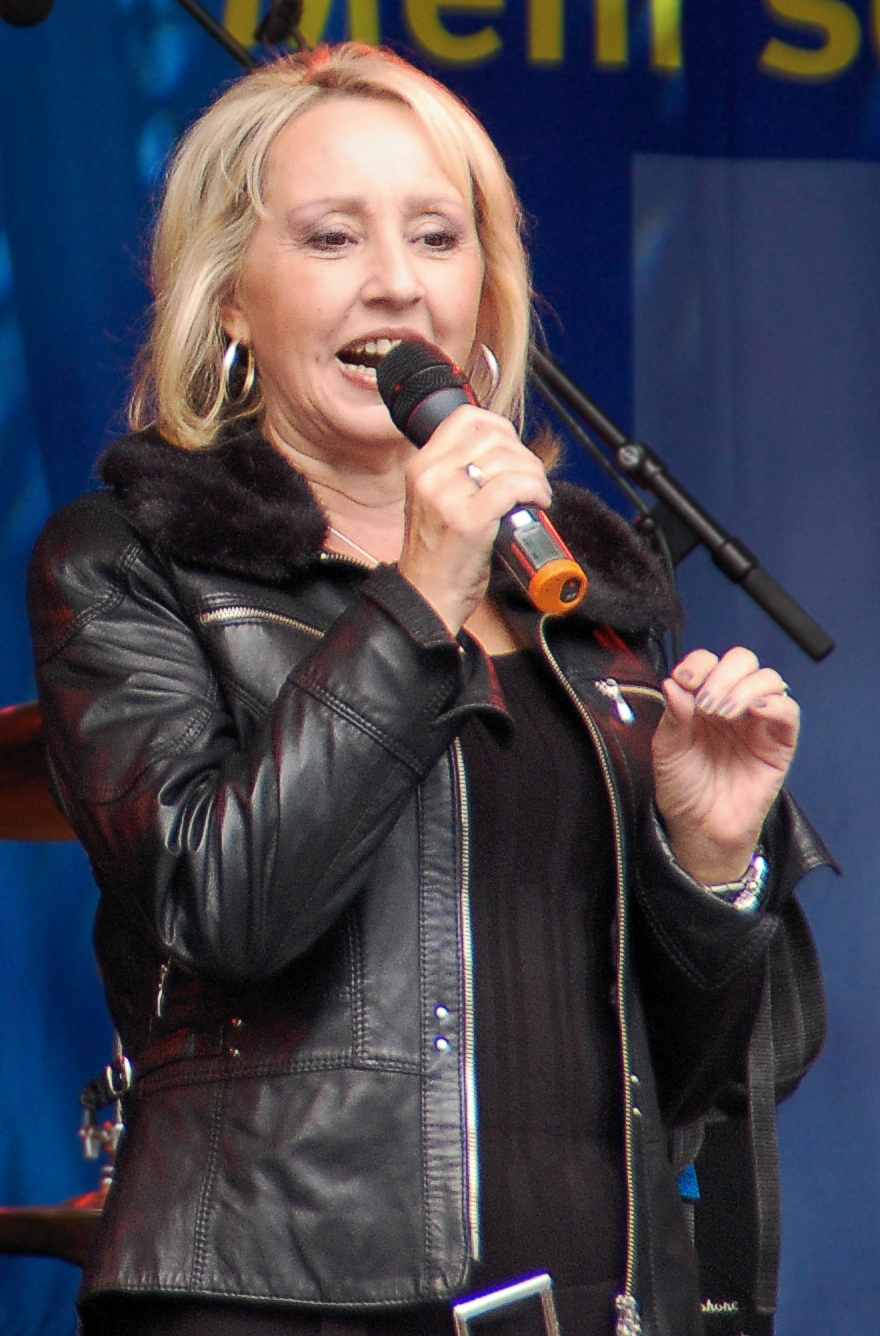
Hildegard Krekel (* 1952)

- 1952: Hildegard Krekel, deutsche Schauspielerin
- 1952: Pete Farndon, britischer Rockmusiker
- 1953: Vidar Johansen, norwegischer Jazzmusiker
- 1954: Allen Emerson, amerikanischer Informatiker
- 1955: Lobo, niederländischer Sänger
- 1955: Nickie Antonio, US-amerikanische Politikerin
- 1955: Michael Steele, US-amerikanische Musikerin
- 1955: Jürgen Trott, deutscher Schauspieler
- 1956: Michail Goleminow, bulgarischer Komponist
- 1957: Moune Barius, deutsche Filmeditorin
- 1957: Sara Douglass, australische Autorin
- 1958: Andreas K. W. Meyer, deutscher Musikdramaturg und -Publizist
- 1959: Conradin Cathomen, Schweizer Skirennfahrer
- 1959: Rineke Dijkstra, niederländische Fotografin
- 1959: Lydia Lunch, amerikanische Sängerin, Dichterin und Schauspielerin
- 1959: Michel Aoun, libanesischer Priester und Bischof
- 1960: Tony Hadley, britischer Sänger
- 1960: Olga Petrowna Bondarenko, russische Leichtathletin, Olympiasiegerin
- 1961: Manfred Ahne, deutscher Eishockeyspieler

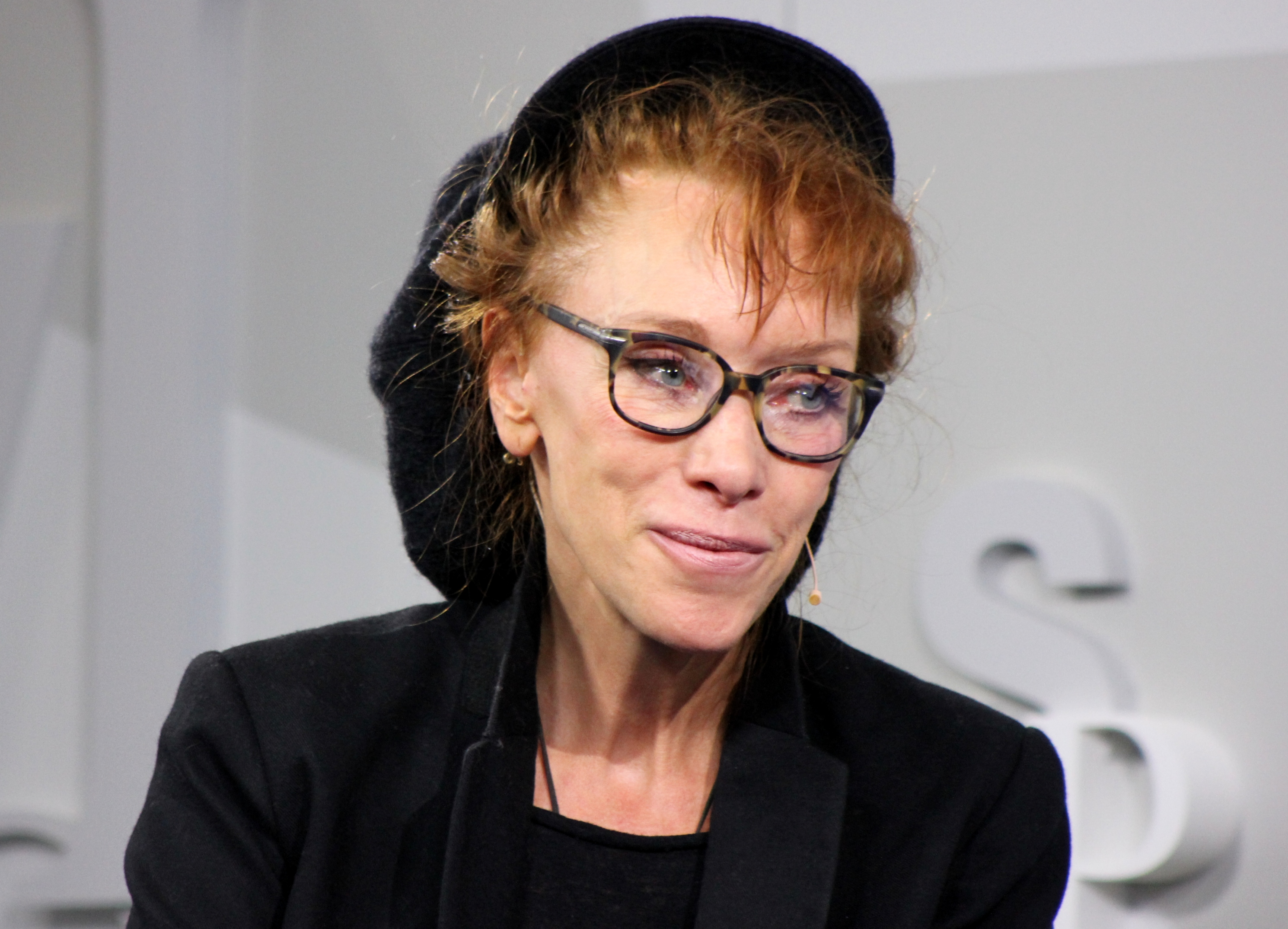
Sybille Berg (* 1962)

- 1962: Sibylle Berg, deutsch-schweizerische Schriftstellerin und Journalistin
- 1962: Joseph Hannesschläger, deutscher Schauspieler
- 1963: Robert Friedl, österreichischer Jazzsaxophonist
- 1964: Christian Deix, österreichischer Sänger, Musiker, Komponist, Schauspieler, Autor, Musikproduzent und Sprecher
- 1964: Sjarhej Kulanin, belarussischer Fußballspieler
- 1964: Caroline Link, deutsche Regisseurin und Drehbuchautorin
- 1964: Erwin Nijboer, niederländischer Radrennfahrer
- 1964: Frank Schröder, deutscher Schauspieler, Sänger und Musikproduzent
- 1964: Stefan Suter, Schweizer Advokat, Rechtshistoriker und Politiker
- 1964: Dirk Tolkemitt, deutscher Politiker
- 1965: Werner Boote, österreichischer Filmregisseur und Autor
- 1965: Jens-Peter Herold, deutscher Leichtathlet, Olympiamedaillengewinner
- 1966: Pedro Guerra, spanischer Liedermacher
- 1967: Axel Holst, deutscher Schauspieler und Regisseur
- 1967: Mario Krohm, deutscher Fußballspieler
- 1967: Andreas Tam, deutscher Handballspieler und -trainer
- 1968: Flemming Andersen, dänischer Comiczeichner
- 1968: Talant Dujshebaev, spanischer Handballspieler und -trainer
- 1969: Kurt Abbott, US-amerikanischer Baseballspieler
- 1969: Paulo Sérgio, brasilianischer Fußballspieler
- 1970: Dr. Ring-Ding, deutscher Ska- und Reggae-Künstler
- 1970: B-Real, US-amerikanischer Rapper
- 1971: Anthony Montgomery, US-amerikanischer Comedian und Schauspieler
- 1972: Wayne Brady, US-amerikanischer Comedian, Moderator und Sänger

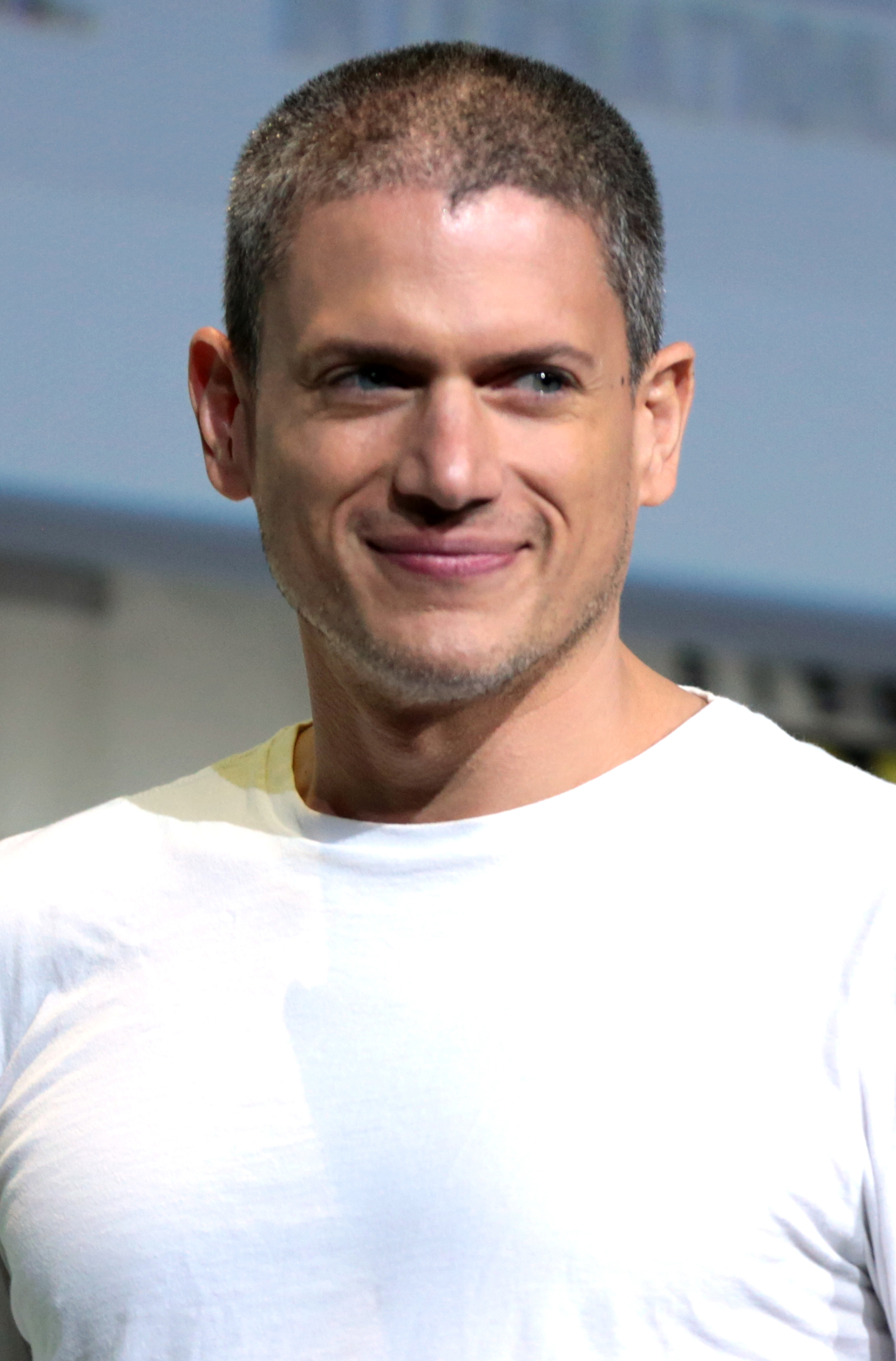
Wentworth Miller (* 1972)

- 1972: Wentworth Miller, US-amerikanischer Schauspieler
- 1973: Carlos Acosta, kubanischer Balletttänzer und Choreograf
- 1973: Kevin Feige, US-amerikanischer Filmproduzent
- 1974: Sergei Walentinowitsch Pogorelow, russischer Handballspieler
- 1974: Henning Siemens, deutscher Handballspieler
- 1975: Julia von Juni, österreichische Schauspielerin

#### 1976–2000
- 1976: Earl Boykins, US-amerikanischer Basketballspieler
- 1976: Sabine Hübner, deutsche Althistorikerin
- 1976: Tomi Räisänen, finnischer Komponist
- 1977: AJ Styles, US-amerikanischer Wrestler
- 1977: Bettina Lamprecht, deutsche Schauspielerin

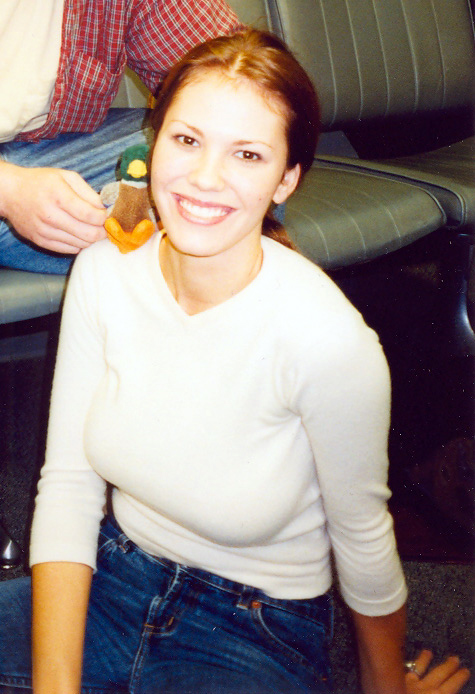
Nikki Cox (* 1978)

- 1978: Nikki Cox, US-amerikanische Schauspielerin
- 1978: Yi So-yeon, südkoreanische Raumfahrerin
- 1979: Morena Baccarin, brasilianische Schauspielerin
- 1980: Ane Stangeland Horpestad, norwegische Fußballspielerin
- 1981: Nikolai Wladimirowitsch Dawydenko, russischer Tennisspieler
- 1982: Whitney N. Able, US-amerikanische Schauspielerin
- 1982: Nicolai Hansen, dänischer Handballspieler
- 1982: Jewel Staite, kanadische Schauspielerin
- 1983: Annette Fetscherin, Schweizer Sportjournalistin und TV-Moderatorin
- 1983: Fredrik Stenman, schwedischer Fußballspieler
- 1983: Hüsni Tahiri, albanischer Fußballspieler
- 1983: Aline Zeler, belgische Fußballspielerin

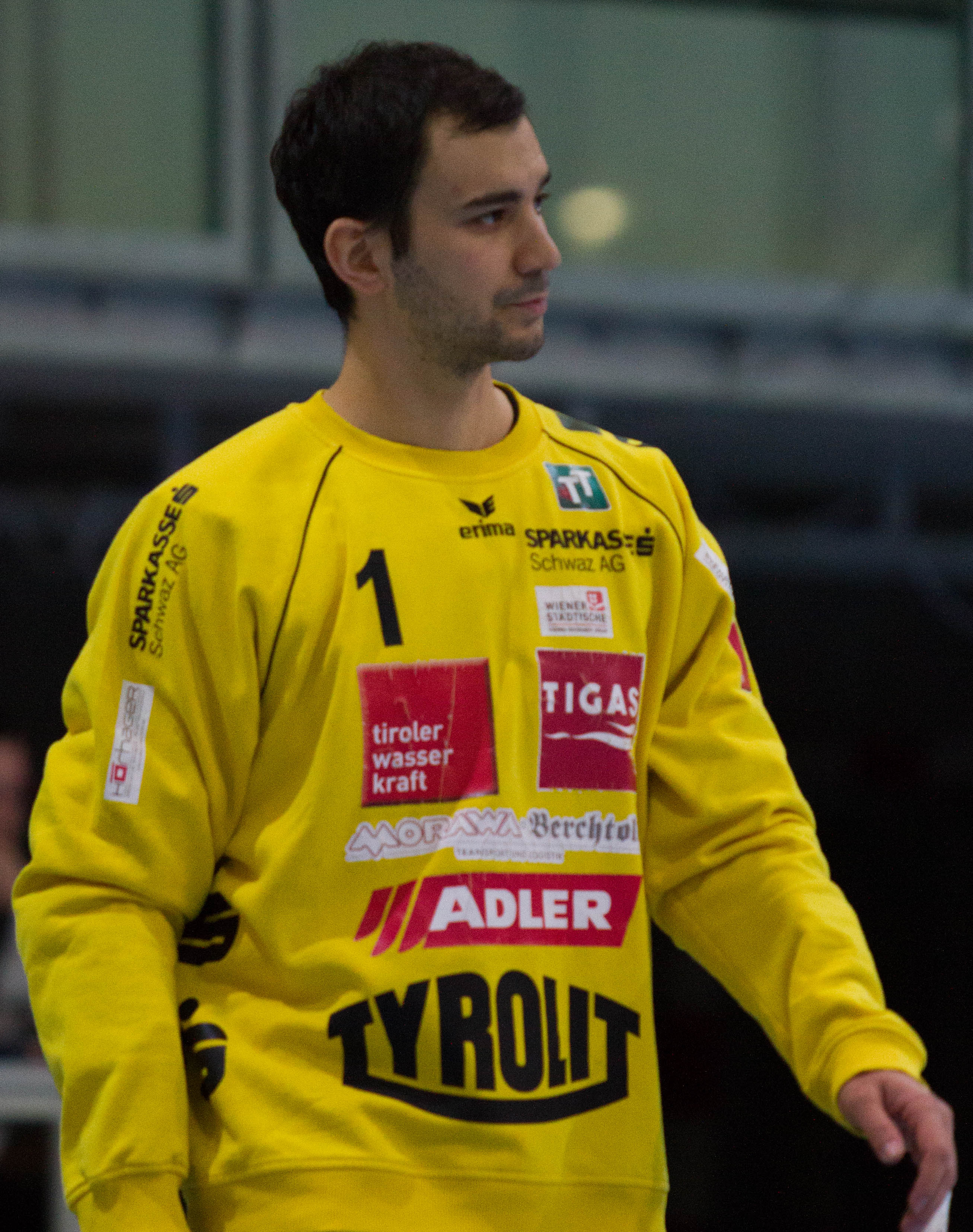
Christian Aigner (* 1985)

- 1985: Christian Aigner, österreichischer Handballspieler
- 1985: Bella Gesser, israelische Schachspielerin
- 1985: Daniela Golpashin, österreichische Schauspielerin
- 1985: Magomed Ibragimov, usbekischer Ringer
- 1985: José Joaquín Rojas, spanischer Radrennfahrer
- 1986: Angelina Probst, deutsche Künstlerin
- 1987: John Anderson, australischer Straßenradrennfahrer
- 1987: Tobias Arlt, deutscher Rennrodler
- 1987: Darin, schwedischer Sänger
- 1987: Benjamin Kirsten, deutscher Fußballspieler
- 1987: Nathalie Thiede, deutsche Schauspielerin
- 1988: Sergio Agüero, argentinischer Fußballspieler
- 1988: Umut Koçin, türkischer Fußballspieler
- 1988: Aris Zarifović, slowenischer Fußballspieler
- 1989: Freddy Adu, ghanaischer Fußballspieler
- 1989: Liviu Antal, rumänischer Fußballspieler
- 1989: Davide Appollonio, italienischer Straßenradrennfahrer
- 1990: Brittany Curran, US-amerikanische Schauspielerin
- 1990: Oliver Baumann, deutscher Fußballspieler

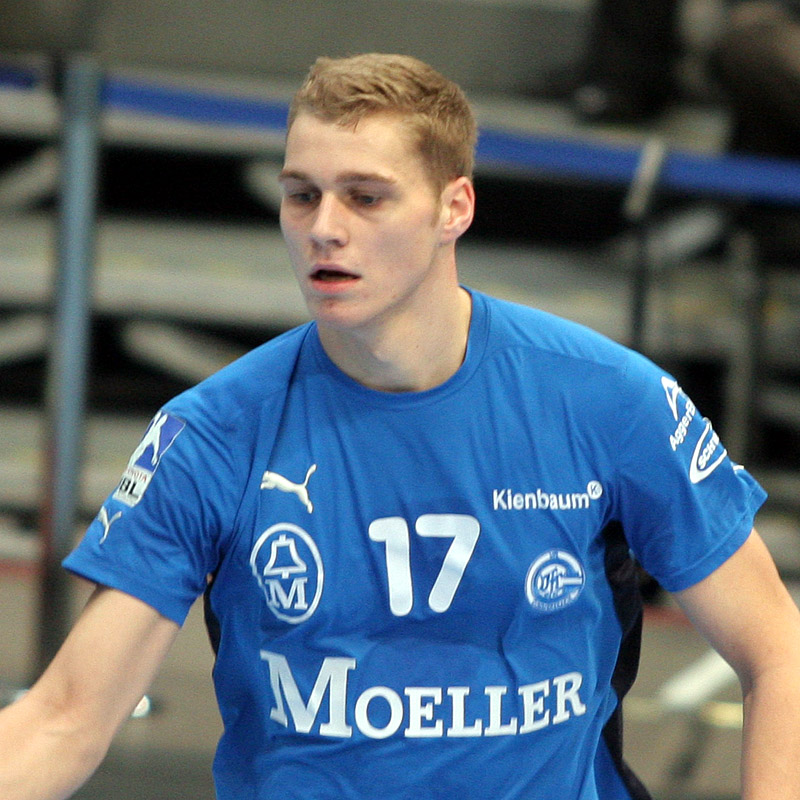
Jonathan Benninghaus (* 1990)

- 1990: Jonathan Benninghaus, deutscher Handballspieler
- 1990: Eddie Lacy, US-amerikanischer American-Football-Spieler
- 1990: Sebastián Saavedra, kolumbianischer Rennfahrer
- 1991: Pia Hildebrand, deutsche Handballspielerin
- 1992: Þorgerður Anna Atladóttir, isländische Handballspielerin
- 1992: Alexander Schwolow, deutscher Fußballspieler
- 1993: Thekla Hartmann, deutsche Schauspielerin
- 1993: Patricia Merz, Schweizer Ruderin
- 1993: Tjark Müller, deutscher Handballspieler
- 1994: Arshak Makichyan, russischer Klimaaktivist
- 1994: Antonio Spavone, italienischer Automobilrennfahrer
- 1994: Kwame Yeboah, australischer Fußballspieler
- 1995: Sebastian Kempf, deutscher Schauspieler und Synchronsprecher
- 1999: Madison Leisle, US-amerikanische Kinderdarstellerin

## Gestorben

### Vor dem 17. Jahrhundert
- 0193: Didius Julianus, römischer Kaiser
- 0657: Eugen I., Papst
- 0768: Waifar, Herzog von Aquitanien
- 0891: Al-Muwaffaq, herrschende Regent unter Kalif al-Mutamid
- 0910: Richildis von der Provence, Gemahlin von Karl II. dem Kahlen und westfränkische Königin
- 0959: Odo von Canterbury, englischer Erzbischof

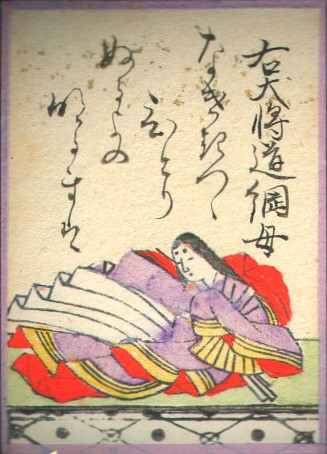
Fujiwara no Michitsuna no Haha († 995)

- 0995: Fujiwara no Michitsuna no Haha, japanische Dichterin
- 1010: Ermengol I., Graf von Urgell
- 1072: Stephan von Hälsingland, erster Bischof von Hälsingland
- 1163: San Juan de Ortega, spanischer Brückenbauer, Heiliger
- 1200: John of Oxford, Bischof von Norwich
- 1209: Heinrich von Tunna, Hochmeister des Deutschen Ordens
- 1257: Stephen Bauzan, englischer Ritter und Militär
- 1258: Edmund de Lacy, 2. Earl of Lincoln, englischer Adeliger
- 1258: Peter von Portugal, Graf von Urgell und Herr von Mallorca
- 1267: Heinrich I., Fürstbischof von Utrecht
- 1280: Jolanthe von Burgund, Gräfin von Nevers, Auxerre und Tonnerre
- 1292: Rhys ap Maredudd, Fürst von Deheubarth
- 1324: Isabella von Ibelin, Königin von Zypern und Jerusalem
- 1418: Katharina von Lancaster, Königin von Kastilien
- 1438: Richard d’Étampes, bretonischer Adliger
- 1453: Álvaro de Luna, Günstling und Berater Johanns II. von Kastilien
- 1489: Michael Czacheritz, böhmischer Geistlicher, Propst des Augustiner-Chorherrenstifts in Glatz
- 1519: Philipp von Luxemburg, Bischof von Le Mans, Thérouanne, Le Mans, Saint-Pons-de-Thomières und Arras, Kardinal
- 1537: Francis Bigod, englischer Adeliger, Aufständischer gegen König Heinrich VIII.
- 1556: Francesco Venier, Doge von Venedig
- 1562: Thomas III. Nádasdy, ungarischer Magnat, Palatin des Königs
- 1572: Thomas Howard, 4. Duke of Norfolk, englischer Adeliger
- 1581: James Douglas, 4. Earl of Morton, schottischer Adeliger
- 1597: Dietrich Sonoy, niederländischer Kriegsherr
- 1599: Philipp V. von Hanau-Lichtenberg, Graf von Hanau-Lichtenberg

### 17. und 18. Jahrhundert
- 1609: Poul Cypræus, dänischer Jurist, Historiker und Diplomat
- 1615: Kimura Shigenari, japanischer Samurai und Feldherr
- 1624: Jacques L’Hermite, niederländischer Admiral
- 1632: Ernst Casimir, Graf von Nassau-Dietz, Statthalter von Friesland, Groningen und Drenthe
- 1636: Cypriano Biasino, italienischer Baumeister
- 1660: Annet de Clermont-Gessant, Großmeister des Malteserordens
- 1660: Gesche Köllers, Opfer der Hexenverfolgungen in Loccum
- 1664: Henri II. de Lorraine, Herzog von Guise
- 1666: Andreas Koch, evangelischer Pfarrer an der Kirche St. Nicolai in Lemgo und Opfer des Hexenwahns
- 1671: Sophie Eleonore von Sachsen, Landgräfin von Hessen-Darmstadt
- 1699: Heinrich Friedrich, Graf zu Hohenlohe-Langenburg

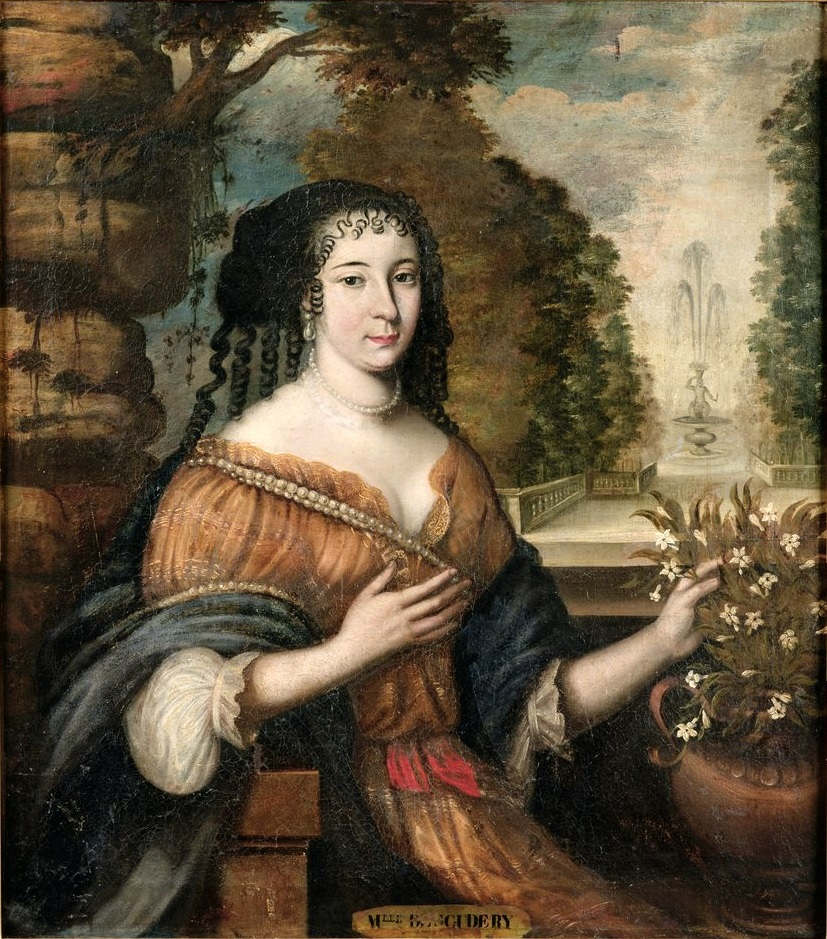
Madeleine de Scudéry († 1701)

- 1701: Madeleine de Scudéry, französische Schriftstellerin des Barock
- 1712: Joseph II., Chaldäisch-katholischer Patriarch von Diyarbakir
- 1716: Ogata Kōrin, japanischer Maler und Lackkünstler
- 1733: Christian Petzold, deutscher Organist und Komponist
- 1733: Johann Adam Wratislaw von Mitrowitz, Bischof von Königgrätz und von Leitmeritz sowie ernannter Erzbischof von Prag
- 1738: James Fitz-James Stuart, 2. Duke of Berwick, jakobitischer und spanischer Adliger
- 1742: Giuseppe Appiani, italienischer Sänger, Altkastrat
- 1750: Valentin Rathgeber, deutscher Benediktiner, Komponist, Organist und Chorleiter
- 1761: Jonas Alströmer, schwedischer Landwirtschafts- und Industriepionier
- 1761: Joseph Anton Gabaleon von Wackerbarth-Salmour, kursächsischer Politiker
- 1763: Emanuel Christian Löber, deutscher Mediziner
- 1768: Moritz Casimir I. von Bentheim-Tecklenburg, reg. Graf von Tecklenburg und Limburg, Herr zu Rheda
- 1776: John Thomas, US-amerikanischer Arzt und Generalmajor
- 1780: Józef Baka, polnischer Jesuitenpater, Missionar, Prediger und Dichter
- 1783: Joseph Wenzel, Fürst zu Fürstenberg
- 1785: Jean Paul de Gua de Malves, französischer Geistlicher und Mathematiker
- 1785: Gottfried August Homilius, deutscher Komponist, Kantor und Organist
- 1789: Jacques Philippe de Choiseul-Stainville, Marschall von Frankreich
- 1791: Peter Viktor von Besenval, Schweizer Militär in französischen Diensten
- 1794: Friedrich von Anhalt, Graf von Anhalt
- 1794: Gottlieb Lebrecht Spohn, deutscher Pädagoge, Philologe und evangelischer Theologe
- 1798: Franz Sales von Greiner, österreichischer Staatsbeamter

### 19. Jahrhundert
- 1815: Friedrich Carl Arndt, deutscher Jurist, Stadtrichter und Bürgermeister
- 1823: Christian Gottfried Wilhelm Lehmann, deutscher evangelischer Geistlicher und Schulrektor
- 1825: Karl Wilhelm Salice-Contessa, deutscher Novellist und Lustspieldichter
- 1833: Anne-Jean-Marie-René Savary, französischer General, Herzog von Rovigo, Polizeiminister
- 1835: François-Étienne Kellermann, französischer General
- 1837: Aloys Wagner, deutscher Geistlicher
- 1846: Julius von den Brinken, deutscher Forstmann und -wissenschaftler, polnischer Generalforstmeister
- 1851: Anton Kothgasser, österreichischer Glas- und Porzellanmaler
- 1856: Alexander August von Buchholtz, deutscher Pandektenwissenschaftler
- 1857: Katharina Bagration, russische Aristokratin
- 1860: Leopold von Orlich, deutscher Offizier und Schriftsteller

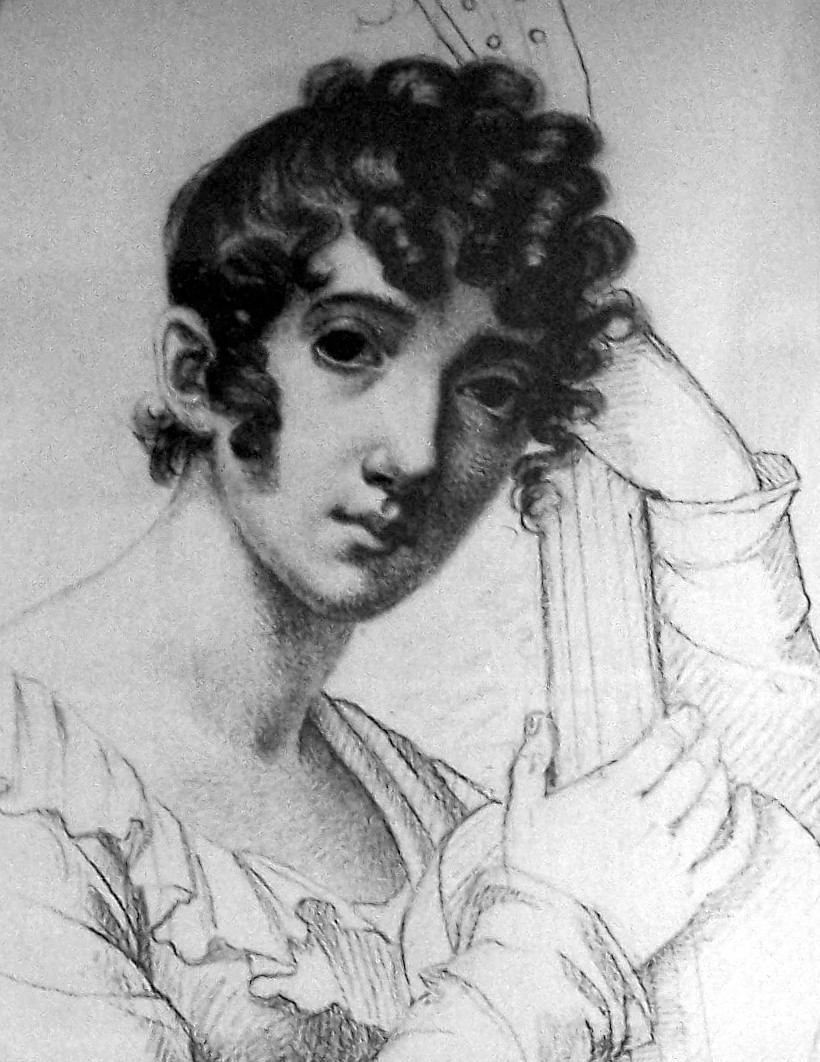
Caroline Bardua († 1864)

- 1864: Caroline Bardua, deutsche Malerin und Salonnière
- 1866: Luisa Cáceres de Arismendi, venezolanische Nationalheldin
- 1872: Karl Bernhard Hundeshagen, deutscher reformierter Theologe
- 1875: Hirsch Aub, deutscher Rabbiner

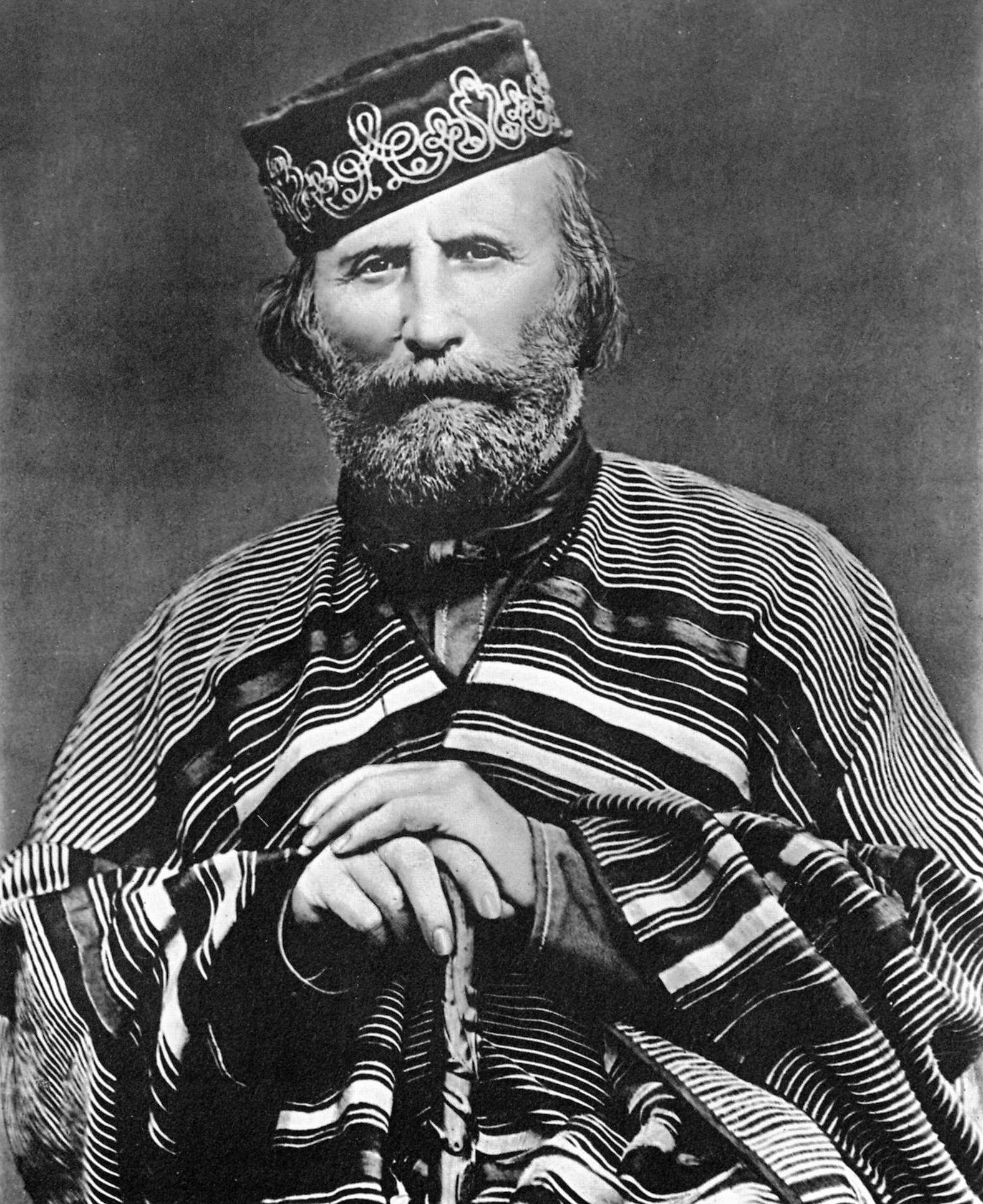
Giuseppe Garibaldi († 1882)

- 1882: Giuseppe Garibaldi, italienischer Freiheitskämpfer und Politiker, Hauptgestalt der italienischen Einigungsbewegung (Risorgimento), Nationalheld
- 1885: Karl Anton von Hohenzollern-Sigmaringen, letzter Fürst von Hohenzollern-Sigmaringen, preußischer Ministerpräsident
- 1891: Josiah Gardner Abbott, US-amerikanischer Politiker, Mitglied des US-Repräsentantenhauses
- 1896: Gerhard Rohlfs, deutscher Afrikareisender und Schriftsteller

### 20. Jahrhundert

#### 1901 bis 1925
- 1901: Franz August Schenk von Stauffenberg, deutscher Jurist, Grundbesitzer und Politiker
- 1906: Ludwig Brackebusch, deutscher Geologe, Mineraloge, Paläontologe und Professor
- 1908: John DeWitt Clinton Atkins, US-amerikanischer Politiker
- 1909: Lucien Hillemacher, französischer Komponist
- 1910: Eduard Locher, Schweizer Ingenieur, Erfinder und freier Unternehmer
- 1915: Louis Tiercelin, französischer Schriftsteller
- 1917: Philipp Friedrich Mader, deutscher Theologe und Priester
- 1917: Emil Stadler, Schweizer Unternehmer, Oberstleutnant und Politiker
- 1924: Friedrich Kallmorgen, deutscher Maler

#### 1926 bis 1950
- 1926: William Boog Leishman, britischer Mediziner

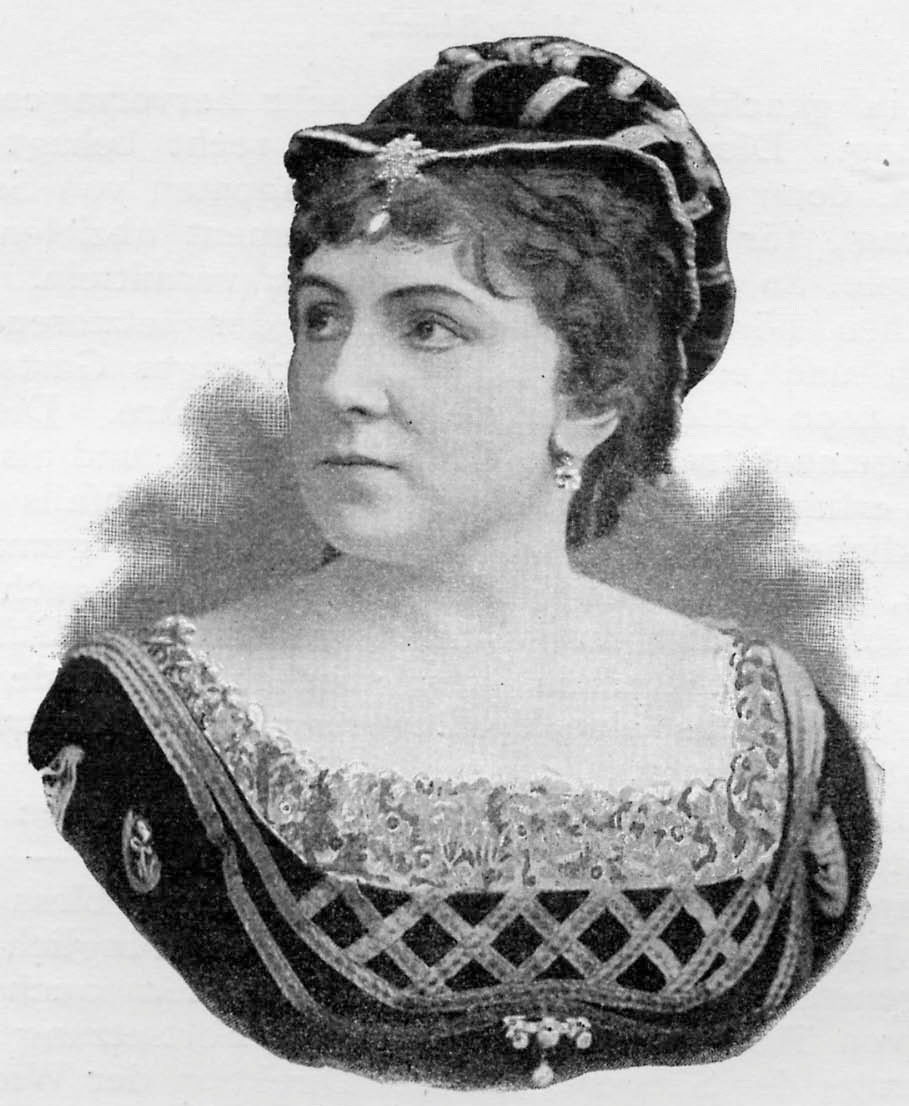
Marie Roze († 1926)

- 1926: Marie Roze, französische Opernsängerin
- 1927: Friedrich Hegar, Schweizer Komponist und Dirigent
- 1927: Hüseyin Avni Lifij, osmanisch-türkischer Maler
- 1931: Alberto Orrego Luco, chilenischer Maler
- 1932: Elise Rosalie Aun, estnische Schriftstellerin
- 1932: John Walter Gregory, britischer Geologe
- 1933: Bess Brenck-Kalischer, deutsche Dichterin
- 1933: Frank Jarvis, US-amerikanischer Leichtathlet
- 1937: Louis Victor Jules Vierne, französischer Organist und Komponist
- 1939: Enrique Fernández Arbós, spanischer Geiger, Dirigent und Komponist
- 1941: Lou Gehrig, US-amerikanischer Baseballspieler
- 1942: Bunny Berigan, US-amerikanischer Jazztrompeter
- 1944: Fritz Beindorff, deutscher Unternehmer
- 1944: Julius Graumann, deutscher Maler
- 1944: Hildegard Jacoby, deutsche Widerstandskämpferin gegen den Nationalsozialismus
- 1944: Zikmund Schul, deutscher Komponist
- 1946: Élie Bourgois, französischer Turner
- 1947: Jesse Reno, US-amerikanischer Ingenieur
- 1948: Viktor Brack, deutscher SS-Offizier, Mitorganisator der NS-Euthanasiemorde (Aktion T4), Kriegsverbrecher
- 1948: Karl Brandt, deutscher chirurgischer Begleitarzt von Adolf Hitler, General der SS und Waffen-SS, Leiter der Aktion Brandt, Kriegsverbrecher
- 1948: Rudolf Brandt, deutscher Verwaltungsjurist, SS-Offizier, persönlicher Referent Heinrich Himmlers, Kriegsverbrecher
- 1948: Georges Casse, französischer Automobilrennfahrer
- 1948: Karl Gebhardt, deutscher Freikorpskämpfer und Chirurg, General der SS und Waffen-SS, Leibarzt Heinrich Himmlers, hauptverantwortlich für Menschenversuche, Kriegsverbrecher
- 1948: Waldemar Hoven, deutscher Lagerarzt im KZ Buchenwald, Offizier der SS und Waffen-SS, verantwortlich für Menschenversuche und Selektionen mit Todesfolge, Kriegsverbrecher
- 1948: Joachim Mrugowsky, deutscher Arzt, Offizier der SS und Waffen-SS, Leiter des Hygiene-Instituts der Waffen-SS und Leiter von Menschenversuchen, Kriegsverbrecher
- 1948: Wolfram Sievers, deutscher SS-Offizier, Geschäftsführer der NS-Forschungsgemeinschaft Deutsches Ahnenerbe, Kriegsverbrecher
- 1950: Giuseppe Crivelli, italienischer Ruderer

#### 1951 bis 1975
- 1956: Arthur Adolph, deutscher Kommunalbeamter und Politiker, MdR
- 1956: Jean Hersholt, dänisch-amerikanischer Schauspieler
- 1958: Erwin Bauer, deutscher Automobilrennfahrer
- 1960: Eugène Trillaud, französischer Automobilrennfahrer
- 1961: George Simon Kaufman, US-amerikanischer Autor
- 1961: Charlotte Leubuscher, deutsche Sozial- und Wirtschaftswissenschaftlerin
- 1961: Louis de Wohl, deutscher Schriftsteller und Astrologe
- 1962ː Hertha von Hagen, österreichische Schauspielerin

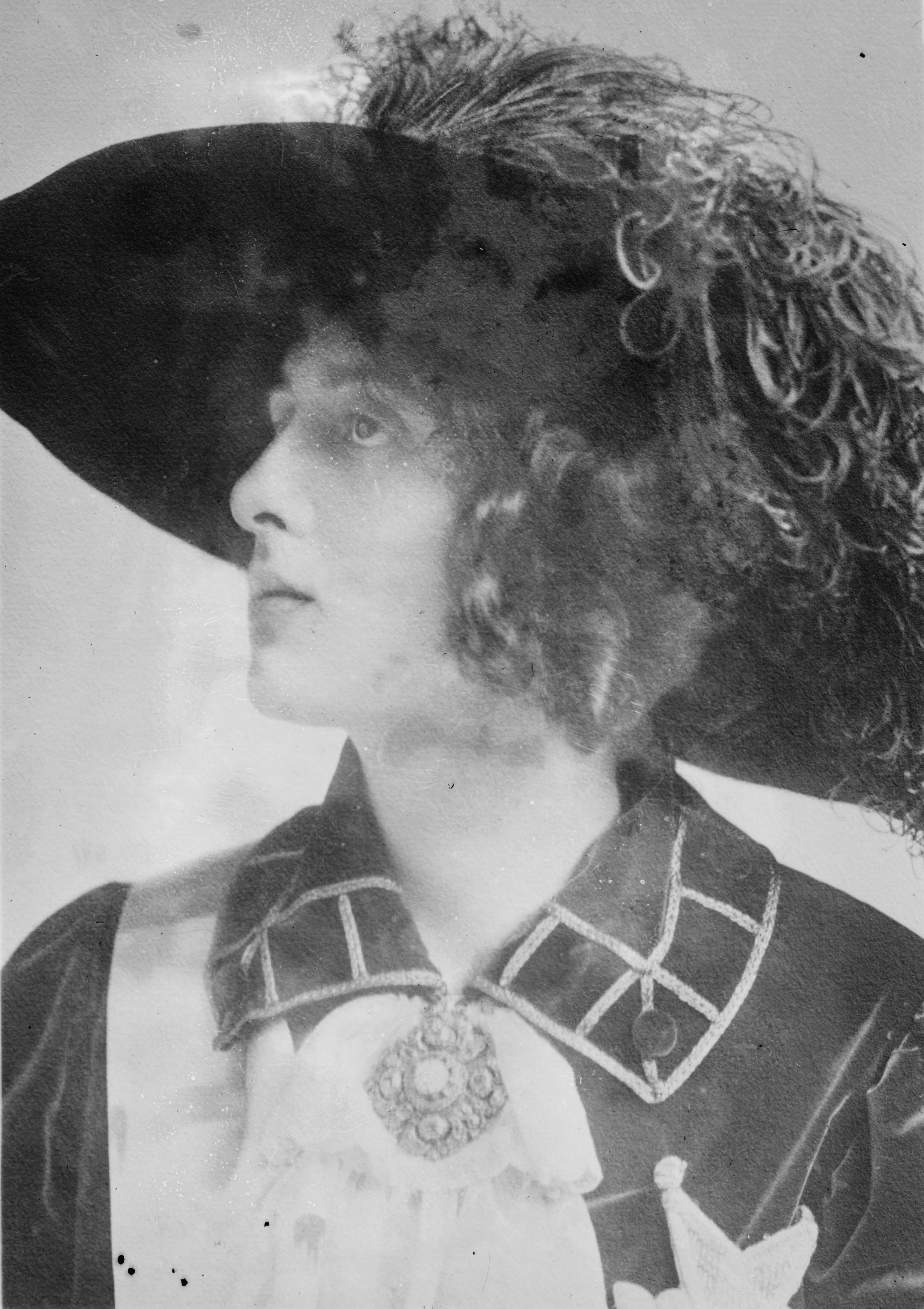
Vita Sackville-West († 1962)

- 1962: Vita Sackville-West, britische Schriftstellerin und Gartengestalterin
- 1962: William E. Zeuch, US-amerikanischer Organist
- 1963: Gustav Abel, österreichischer Filmarchitekt und Bühnenbildner
- 1963: Josef Beyerle, deutscher Jurist und Politiker, MdL und Landesminister
- 1966: François Ayoub, syrischer Erzbischof
- 1967: Clarence Ashley, US-amerikanischer Old-Time- und Folksänger
- 1967: Benno Ohnesorg, deutscher Student, Opfer eines Polizeieinsatzes, Mitglied der westdeutschen Studentenbewegung
- 1968: André Mathieu, kanadischer Pianist und Komponist
- 1968: Richard Trunk, deutscher Komponist
- 1970: Bruce McLaren, neuseeländischer Automobilrennfahrer und Gründer des Formel-1-Teams McLaren
- 1970: Lucía Sánchez Saornil, spanische Schriftstellerin, Feministin und Anarchistin
- 1970: Giuseppe Ungaretti, italienischer Schriftsteller
- 1971: Adolf Hempel, deutscher General

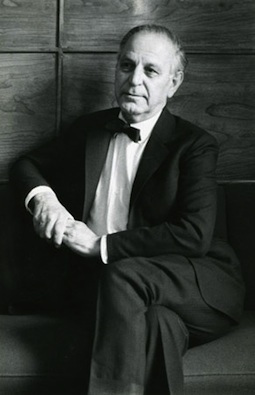
Ulvi Cemal Erkin († 1872)

- 1972: Ulvi Cemal Erkin, türkischer Komponist
- 1972: Franz Philipp deutscher Kirchenmusiker und Komponist
- 1973: Carl Becker, deutscher klassischer Philologe
- 1974: Arnold Lunn, britischer Skipionier, Bergsteiger und Schriftsteller

#### 1976 bis 2000
- 1976: Fred von Hoerschelmann, deutscher Schriftsteller und Hörspielautor
- 1977: Henri Gagnebin, Schweizer Komponist
- 1978: Frank Stanley Barnes, britischer Automobilrennfahrer
- 1981: Freya Monje Sturmfels, deutsche Theaterschauspielerin und Vortragskünstlerin
- 1982: Herbert Quandt, deutscher Industrieller
- 1982: Willie Smith, englischer Snooker- und English Billiards-Spieler
- 1983: Gerhard Kienle, deutscher Anthroposoph, Arzt, Universitätsgründer, Wissenschaftstheoretiker
- 1983: Paul Meissner, österreichischer Maler
- 1983: Karl Vilmundarson, isländischer Leichtathlet
- 1984: François de Menthon, französischer Jurist und Politiker, Hauptankläger beim Nürnberger Hauptkriegsverbrecherprozess
- 1986: Erwin Grochla, deutscher Betriebswirtschaftler
- 1987: Sammy Kaye, US-amerikanischer Orchesterleiter und Komponist
- 1987: Andrés Segovia, spanischer Gitarrist
- 1988: Horace Hildreth, US-amerikanischer Politiker, Gouverneur des Bundesstaates Maine
- 1988: Nasib Gajasowitsch Schiganow, russischer Komponist
- 1989: Guido Agosti, italienischer Pianist
- 1990: Rex Harrison, englischer Schauspieler
- 1991: Ahmed Arif, türkischer Dichter
- 1992: Gerd Boder, deutscher Komponist
- 1992: Wilfried Dietrich, deutscher Ringer
- 1993: Tahar Djaout, algerischer Journalist, Dichter und Prosa-Autor
- 1995: Elsa Blöcher, deutsche Lehrerin, Historikerin und Buchautorin
- 1996: John Alton, US-amerikanischer Kameramann, Oscar-Preisträger
- 1996: Amos Tversky, israelischer Psychologe
- 1997: Lukas Aurednik, österreichischer Fußballspieler

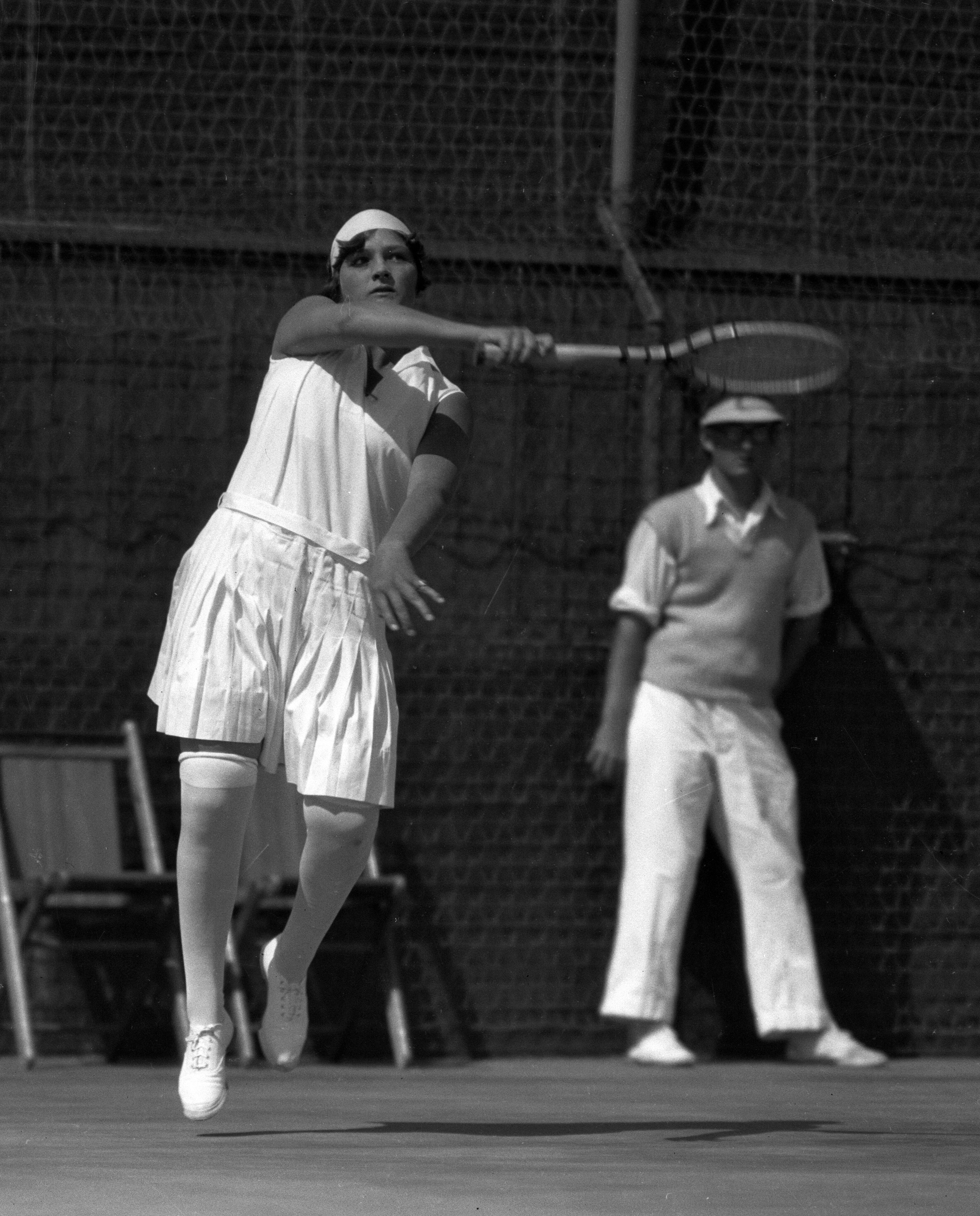
Helen Jacobs († 1997)

- 1997: Helen Jacobs, US-amerikanische Tennisspielerin
- 1999: Junior Braithwaite, jamaikanischer Musiker, Mitbegründer von The Wailers
- 1999: Kenny Parchman, US-amerikanischer Rockabilly-Musiker
- 2000: Swjatoslaw Nikolajewitsch Fjodorow, russischer Augenchirurg, Unternehmer und Politiker
- 2000: Adolph Hofner, US-amerikanischer Country-Musiker
- 2000: Lepo Sumera, estnischer Komponist und Politiker

### 21. Jahrhundert
- 2002: Boyd Bennett, US-amerikanischer Songwriter, Schlagzeuger und Rock-’n’-Roll-Sänger
- 2002: Günther Schubert, deutscher Fußballtorwart
- 2004: Nikolaj Gjaurow, bulgarisch-österreichischer Opernsänger
- 2004: Jonathan D. Kramer, US-amerikanischer Komponist, Musikwissenschaftler und -pädagoge
- 2004: Dominic Francis Moraes, indischer Schriftsteller, Poet und Journalist
- 2004:  Bobb Schaeffer, US-amerikanischer Wirbeltierpaläontologe
- 2005: Isabel Aretz, argentinische Musikethnologin, Folkloristin und Komponistin
- 2005: Samir Kassir, libanesischer Journalist
- 2005: Stefan Knafl, österreichischer Politiker
- 2005: Melita Norwood, britische Sekretärin und Spionin für die Sowjetunion
- 2006: Vince Welnick, US-amerikanischer Keyboarder
- 2007: Wolfgang Hilbig, deutscher Schriftsteller
- 2007: Huang Ju, chinesischer Politiker
- 2008: Bo Diddley, US-amerikanischer Rock- und Bluesmusiker
- 2008: Mel Ferrer, US-amerikanischer Schauspieler, Filmregisseur und -produzent
- 2009: Hans Clauser, deutscher Lehrer und Gewerkschafter
- 2009: Horst Siebert, deutscher Ökonom
- 2009: Rudolf Springer, deutscher Kunsthändler und Galerist
- 2010: Luigi Colturi, italienischer Skirennläufer
- 2010ː Dorothy DeBorba, US-amerikanische Schauspielerin und Kinderdarstellerin
- 2010: Giuseppe Taddei, italienischer Opernsänger
- 2011: Erika Streit, Schweizer Malerin, Grafikerin und Zeichnerin
- 2012: Richard Dawson, US-amerikanischer Schauspieler
- 2012: Kathryn Joosten, US-amerikanische Schauspielerin
- 2013: Mario Bernardi, kanadischer Dirigent und Pianist
- 2013: Ron Smith, US-amerikanischer American-Football-Spieler
- 2014: Swetlana Masowezkaja, sowjetische bzw. israelische Schauspielerin, Synchronsprecherin, Schauspiellehrerin und Radiosprecherin
- 2014: Alexander Shulgin, US-amerikanischer Chemiker und Pharmakologe
- 2015: Fernando de Araújo, osttimoresischer Politiker
- 2017: Jeffrey Tate, britischer Dirigent
- 2018: Irenäus Eibl-Eibesfeldt, österreichischer Verhaltensforscher
- 2019: Walter Lübcke, deutscher Politiker
- 2020: Werner Böhm, deutscher Musiker
- 2020: Wes Unseld, US-amerikanischer Basketballspieler
- 2022: Paul Coppo, US-amerikanischer Eishockeyspieler
- 2022: Valentin Oehen, Schweizer Politiker
- 2023: Kaija Saariaho, finnische Komponistin
- 2024ː Jeannette Charles, britisches Double von Queen Elisabeth II
- 2024ː Emma Lou Diemer, US-amerikanische Komponistin und Hochschullehrerin in Santa Barbara, Kalifornien
- 2024ː Janis Paige, US-amerikanische Schauspielerin
- 2025ː Eva Borušovičová, slowakische Filmregisseurin
- 2025: Obisia Nwankpa, nigerianischer Boxer

## Feier- und Gedenktage
- Kirchlicher Gedenktag
  - Hl. Blandina, römische Sklavin, Märtyrerin und Schutzpatronin (evangelisch, katholisch)
  - Johann Friedrich Oberlin, elsässischer Pfarrer und Wohltäter (evangelisch)
  - Hl. Moses der Äthiopier, nordafrikanischer Einsiedler, Priester und Märtyrer (armenisch)
- Namenstage
  - Armin
- Staatliche Feier- und Gedenktage
  - Italien: Tag der Republik
- Weitere Informationen zum Tag
  - Internationaler Hurentag (seit 1976)

Weitere Einträge enthält die Liste von Gedenk- und Aktionstagen.